# Jan Pavel II.
Svatý Jan Pavel II. (latinsky Ioannes Paulus, italsky Giovanni Paolo), vlastním jménem Karol Józef Wojtyła  [karol juzef vojtyua], (18. května 1920 Wadowice – 2. dubna 2005 Vatikán) byl polský katolický duchovní, jenž se postupně stal pomocným biskupem (1958–1963), arcibiskupem krakovským (1964–1978), kardinálem (1967) a od 16. října 1978 až do své smrti prvním slovanským a po 455 letech prvním neitalským papežem.
Jako svatý otec hrál významnou roli ve světové politice a je mu přisuzován podíl na zhroucení komunistických režimů ve střední a východní Evropě. Současně redefinoval vztah katolické církve k judaismu a nabádal protestantské a ortodoxní křesťany, aby pomohli přetvářet papežství tak, aby sloužilo potřebám všech křesťanů. Během svého 26 let trvajícího pontifikátu svatořečil 482 osob a blahořečil 1338 osob, což je víc než všichni jeho předchůdci dohromady. Absolvoval 104 zahraničních papežských cest, tedy více než kterýkoliv jiný svatý otec v historii. Ve funkci hlavy katolické církve výrazně podporoval mariánskou úctu a zdůrazňoval povolání ke svatosti. V oblasti sexuální morálky a ochrany lidského života navázal na učení svých předchůdců a zejména v katechezích publikovaných v souboru Teologie těla a v encyklice Evangelium vitae jednoznačně potvrdil tradiční církevní stanovisko morální nepřípustnosti interrupce, antikoncepce a eutanazie.
Mezi mnoha jím svatořečenými a blahořečenými osobami bylo i několik osobností z české historie: sv. Anežka Česká, bl. Karel I., sv. Zdislava z Lemberka, sv. Jan Sarkander, bl. Marie Antonína Kratochvílová, bl. Marie Restituta Kafková a bl. Metoděj Dominik Trčka. Sám Jan Pavel II. byl papežem Františkem kanonizován 27. dubna 2014.
Jan Pavel II. byl nejen teologem a filozofem, ale také básníkem, dramatikem, esejistou a literárním kritikem.

## Mládí

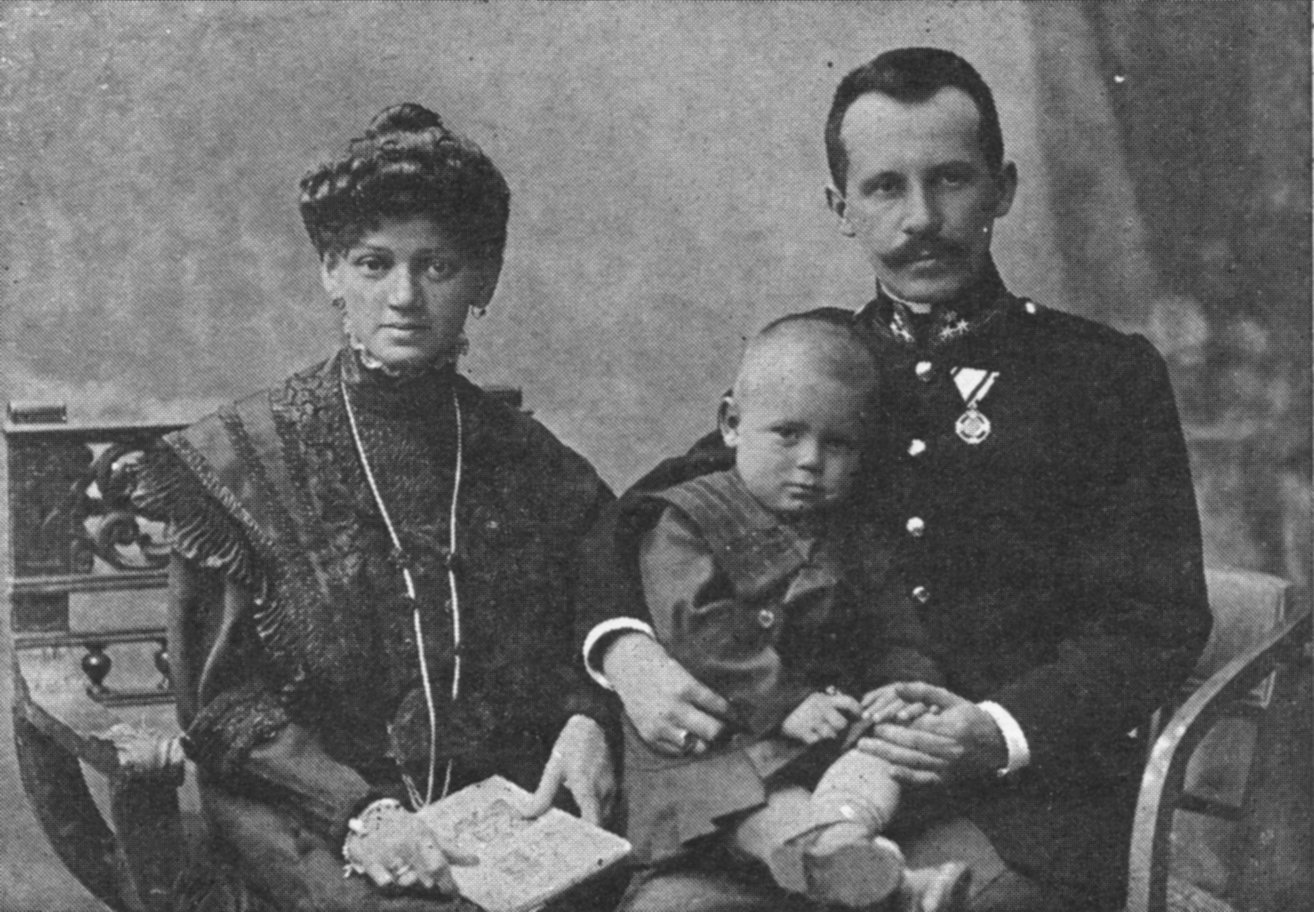
Rodiče Karola Wojtyły s nejstarším synem Edmundem

Karol Józef Wojtyła mladší se narodil 18. května 1920 ve Wadowicích jako třetí potomek armádního důstojníka Karola Wojtyły staršího (1879–1941) a jeho ženy Emilie, rozené Kaczorowské (1884–1929). Oba rodiče pocházeli z okolí města Bílsko-Bělá, zhruba 60 kilometrů jihozápadně od Krakova. Jméno Karol dostal budoucí papež po otci, Józef snad po maršálu Józefu Piłsudském, jenž deset dní před jeho narozením porazil bolševická vojska u Kyjeva nebo na počest císaře Františka Josefa I., v jehož armádě jeho otec dříve sloužil. Ze svých starších sourozenců Karol Wojtyła zažil pouze bratra Edmunda (1906–1932), sestra Olga (*/†1914) zemřela krátce po narození. Dne 20. června 1920 jej ve wadowickém kostele Panny Marie pokřtil vojenský kaplan Franciszek Żak. Kmotry se stali jeho teta a strýc z matčiny strany Maria Wiadrowska a Józef Kuczmierczyk.
Své dětství Karol Wojtyła, kterého lidé z jeho nejbližšího okolí oslovovali Lolek, prožil v prvním poschodí domu čp. 2 na Rynku (dnes Kościelna 7), přímo naproti kostela, kde byl pokřtěn. Jeho rodina žila skromně, zhruba na úrovni středního stavu. Jediným stálým zdrojem obživy byla mzda otce, který dříve pracoval jako úředník na Okresním doplňovacím velitelství rakousko-uherské armády. Po vzniku Polska pokračoval v kariéře jako poručík polské armády, do zálohy v hodnosti kapitána odešel v roce 1927. Matka, zručná vyšívačka, si svou práci příležitostně nosila domů. Karolův bratr Edmund studoval po dokončení wadowického gymnázia medicínu v Krakově. V chlapeckém věku se Karol Wojtyła rád věnoval kopané, plavání nebo bruslení a často se účastnil i pěších výletů do okolí Wadowic. Zálibu ve sportech, hlavně lyžování a horské turistice, si uchoval do pozdního věku. Do první třídy nastoupil 15. září 1926 v místní základní škole, jež byla umístěná v prvním patře městské radnice, vzdálené zhruba minutu chůze od bytu rodiny Wojtyłových. Na konci třetí třídy, 13. dubna 1929, ve věku 45 let, zemřela na vleklý zánět srdce a ledvin Karolova matka Emilie.

V roce 1930 byl Karol Wojtyła přijat na Státní chlapecké gymnázium Marcina Wadowity v Mickiewiczově ulici. Tato škola mu poskytla kvalitní klasické vzdělání, které navíc doplnil studiem řečtiny a latiny, jež se stala jeho celoživotní zálibou. S výukou neměl výraznější problémy a vždy dosahoval výborného prospěchu. Mimo školu se věnoval i řadě dalších aktivit, k nimž patřilo například členství v bratrstvu Panny Marie, kde se seznámil s kaplanem bratrstva otcem Zacharem. O denním rozvrhu Karola Wojtyły v průběhu docházky do gymnázia jeho životopisec George Weigel poznamenal: 
| „               | Kapitán Wojtyła a jeho syn zavedli přísný domácí režim. Před školou, která začínala v osm hodin, brzy vstali, pomodlili se a posnídali. Když se z mladého Karola stal ministrant, často ještě chodili na sedmou do kostela Panny Marie na ranní mši. Dopoledne byl potom Lolek ve škole. Brzy odpoledne jej otec vyzvedl a šli spolu na oběd do hostince paní Marie Banasové nedaleko jejich domova. ... Následovaly asi dvě hodiny hraní, potom přišly na řadu domácí úkoly a lehká večeře, kterou otec vaříval doma. Večer, bylo-li hezky, spolu chodili na procházky. | “ |
| — George Weigel | |   |

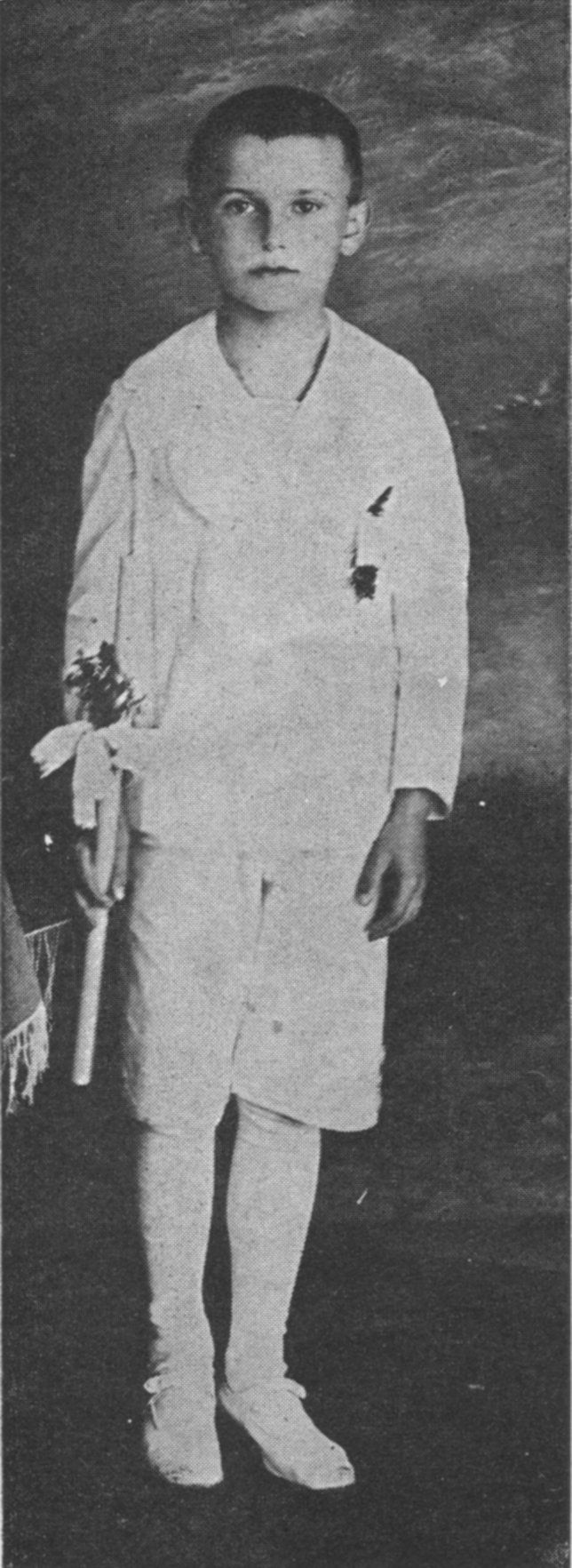
Karol Wojtyła při prvním svatém přijímání (25. květen 1929)

Díky otci se Karol Wojtyła seznámil s polským romantismem a doma i ve škole intenzivně pročítal klasiky polské literární tradice. Tento zájem prohloubil i aktivní činností v divadelních spolcích působících při kostele a škole. V průběhu své herecké a režisérské kariéry se postupem času stal součástí něčeho, co výrazně přesahovalo estetické a intelektuální hranice běžného ochotnického divadla. 5. prosince 1932 zemřel jeho bratr Edmund, který se od svého pacienta v nemocnici nakazil spálou. Oba bratři si byli do té doby velmi blízcí a podle otce Kazimieze Sudera, jenž se s Karolem Wojtyłou setkal v semináři po druhé světové válce, měla na chlapce tato tragická událost mnohem větší dopad než dřívější smrt matky. Biřmování Karol Wojtyła přijal 3. května 1938. Gymnázium ukončil 14. května téhož roku s maturitním vysvědčením s nejlepšími známkami, což mu umožňovalo zahájit studia na většině vysokých škol, aniž by skládal přijímací zkoušky. Za svůj obor si zvolil polonistiku na Filozofické fakultě Jagellonské univerzity.
Ještě v létě 1938 se Karol Wojtyła s otcem přestěhovali do suterénního bytu v Tyniecké ulici čp. 10 v Krakově. Dům postavil bratr jeho matky Emilie Robert a byl vzdálen zhruba dvacet minut chůze od fakulty, kterou začal navštěvovat počátkem měsíce října. V rámci studia chodil na výuku polské etymologie, fonetiky a tvarosloví, účastnil se přednášek o interpretaci literárního textu, na úvod do středověké, novověké a současné polské poezie, dramatu a prózy a úvodu do ruského jazyka a staroslověnštiny. Ve volném čase se opět zapojil do divadelní činnosti, vstoupil do několika recitačních skupin, stal se členem Kroužku studentů polonistiky a začal se vzdělávat ve francouzštině. Všechny jeho aktivity včetně vysokoškolského studia však 1. září 1939 přerušila druhá světová válka. Po jejím vypuknutí se otec a syn Wojtyłovi pokusili uprchnout ze země směrem na východ, nicméně sovětská blokáda polské hranice je přinutila k návratu zpět do Krakova. V září 1940 si Karol Wojtyła musel naléhavě sehnat trvalé zaměstnání, aby nebyl deportován k nuceným pracím v Německu. Své uplatnění nalezl v kamenolomu v krakovské čtvrti Zakrzywek, kde se těžil vápenec pro výrobu sody v chemičce Solvay. Zpočátku nakládal vápenec do důlních vozíků nebo pracoval jako brzdař na důlních vlacích, po čase se však vypracoval do pozice pomocníka odstřelovače. 18. února následujícího roku zemřel jeho otec, kterého v prosinci upoutalo na lůžko onemocnění srdce.

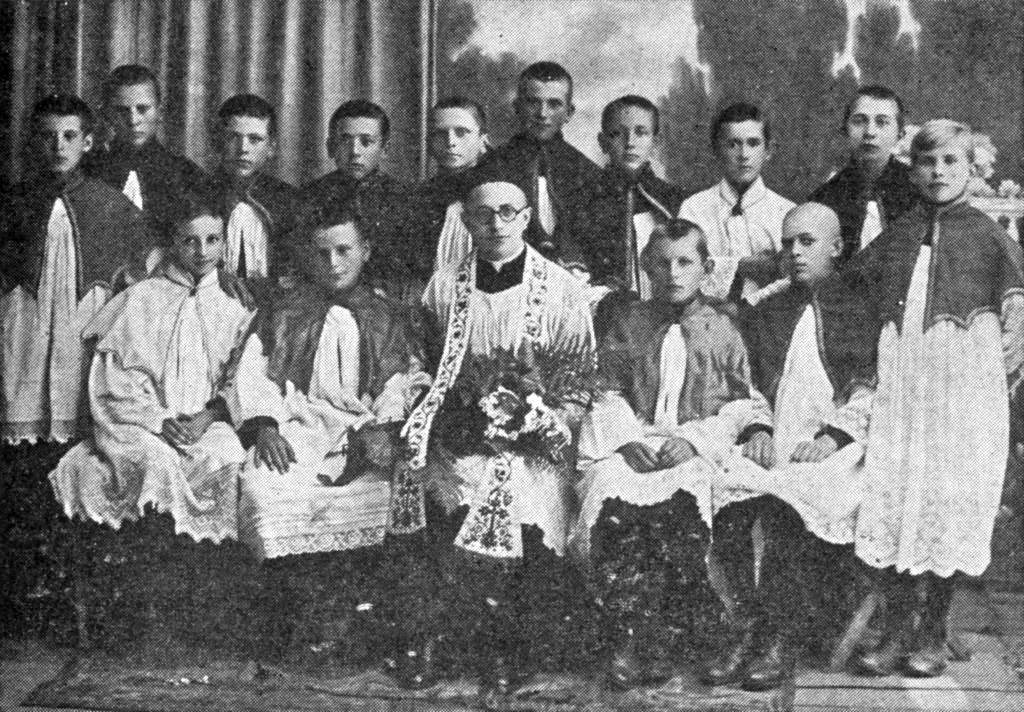
Otec Figlewicz, kterého později Jan Pavel II. označoval za svého „zpovědníka a duchovního vůdce“, se svými ministranty. Karol Wojtyła sedí po jeho pravé ruce (Wadowice 1931)

V říjnu 1941 byl Karol Wojtyła převelen přímo do chemičky Solvay, kde pracoval u čističky odpadních vod. Práce zde nebyla tolik namáhavá jako v kamenolomu a umožňovala mu čtení knih. Kvůli této okolnosti dobrovolně sloužil noční směny, během nichž dospěl k novému pochopení mariánského kultu, jenž je jedním z typických rysů polského katolicismu. V červenci téhož roku ve svém bytě v Tyniecké ulici ukryl před Němci přítele z dob divadelních aktivit ve Wadowicích Miedzysłava Kotlarczyka a jeho manželku Zofiu. Spolu s Kotlarczykem 22. srpna založili Rapsodické divadlo (Teatr Rapsodyczny), jehož první představení, Słowackého Král Duch, se v utajení konalo 1. listopadu. V následujících měsících se členové Rapsodického divadla spojili s podzemní organizací UNIA, která byla svázána s katolickým prostředím, stala se nástrojem ideologického a kulturního odboje proti nacistickým okupantům a mimo jiné se snažila chránit pronásledované Židy. Nicméně po celý rok 1941 až do půlky roku následujícího, ovlivněn smrtí otce i dramatickými událostmi nacistické okupace, prodělával Karol Wojtyła psychologický zápas, který později definoval jako proces „vnitřního osvícení“, a postupně v něm dozrálo přesvědčení, že byl vyvolen pro kněžskou dráhu. Z těchto důvodů na podzim roku 1942 zažádal v rezidenci krakovského arcibiskupa o přijetí za kandidáta kněžství. Tehdejší rektor semináře Jana Piwowarczyk jeho žádosti vyhověl a Karol Wojtyła se tak stal jedním z prvních deseti seminaristů, jejichž studium muselo kvůli nacistickým represáliím probíhat v ilegalitě. Jako osudové potvrzení svého rozhodnutí stát se knězem vnímal i skutečnost, že 29. února 1944 přežil nehodu, při níž ho srazil a vážně poranil německý nákladní automobil a byl nucen strávit dva týdny v nemocnici.

V souvislosti s postupem Rudé armády vypuklo 1. srpna 1944 v polské metropoli Varšavě protiněmecké povstání. Jako odpověď na akce Zemské armády provedly o šest dní později oddíly wehrmachtu dislokované v Krakově razii, jejímž cílem bylo nalézt osoby protinacistického odboje ve věku od 15 do 50 let. Vojáci provedli prohlídku i v domě čp. 10 v Tyniecké ulici, Karola Wojtyłu se jim však nalézt nepodařilo, neboť přehlédli dveře za schodištěm, které vedly do jeho bytu (Karolovi přátelé mu pro jeho polohu pod úrovní ulice říkali katakomby), jeho jméno se však záhy dostalo na seznam hledaných osob. 10. srpna se proto na výzvu krakovského arcibiskupa monsignore Adama Sapieha dostavil do arcibiskupského paláce, který byl kvůli stávajícím okolnostem přeměněn na podzemní seminář. Z bezpečnostních důvodů pak studenti semináře i jejich profesoři setrvávali v paláci až do konce války. 
| „               | Pod vedením otců Smoleńského a Kusaka dostal Sapiehův seminář celodenní řád. Studenti vstávali v šest ráno k hodině osobní modlitby. Mše se konala v sedm hodin, následovala snídaně. Výuka trvala od čtvrt na devět do dvanácti hodin a probíhala v dalším ze salonů arcibiskupského paláce. Přesně v poledne žáci a učitelský sbor přestali a pomodlili se Anděl Páně a zpytovali svědomí. Následoval oběd a přestávka v arcibiskupské zahradě. V polovině odpoledne se studenti odebrali do kaple na patnáct minut adorace Nejsvětější Svátosti oltářní, načež odpoledne pokračovalo osobním studiem. O půl sedmé večer pořádal buď otec Smoleński, nebo sám arcibiskup Sapieha debatu na nějaké duchovní téma. Večeře se podávala v sedm hodin; společná večerní pobožnost, následovaná osobní modlitbou, se pak sloužila v osm patnáct. | “ |
| — George Weigel | |   |

## Kněz

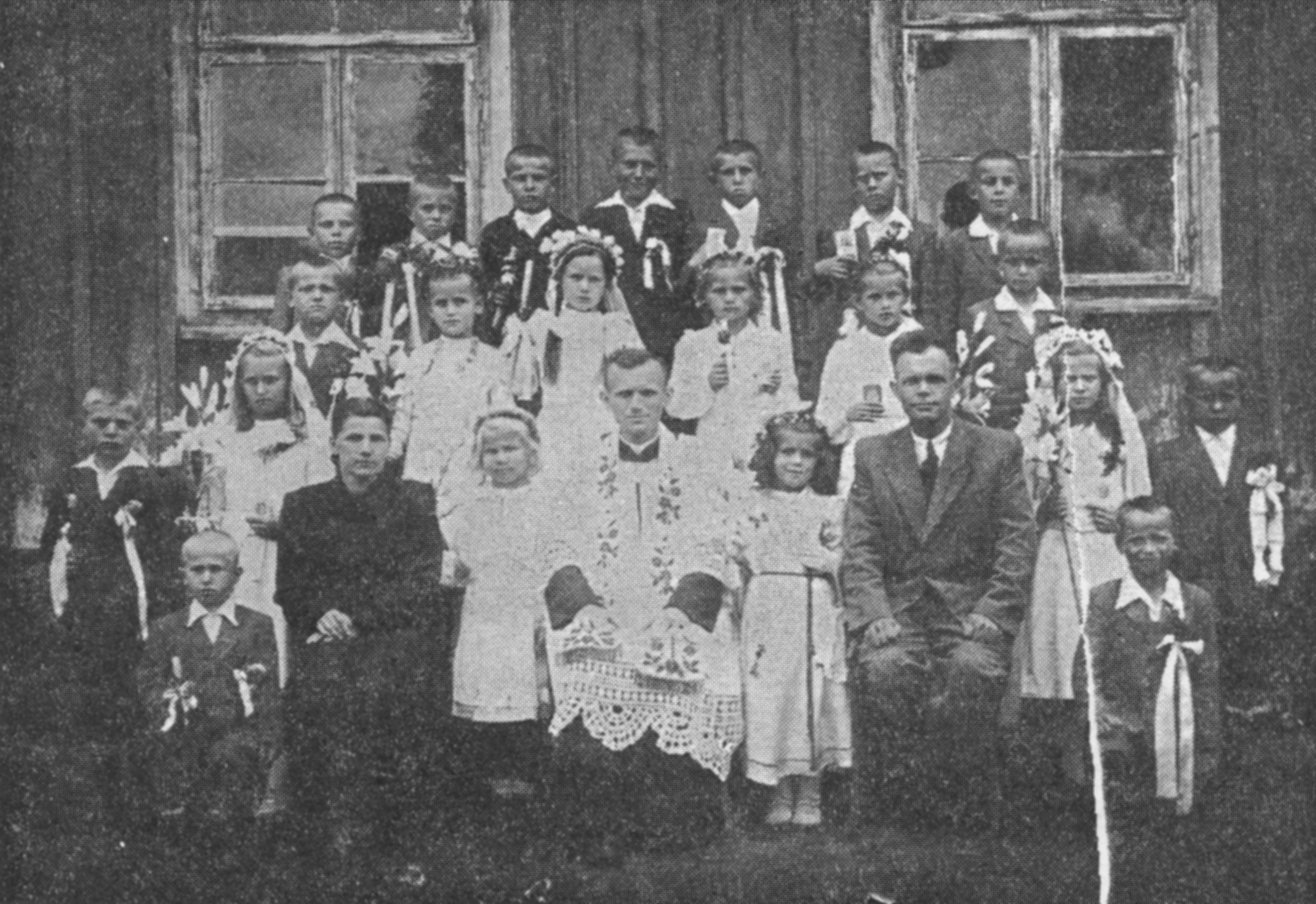
Otec Karol Wojtyła s farníky ve svém prvním působišti v Niegowci

Po dvou letech studia, 17. prosince 1944, získal Karol Wojtyła dvě nižší svěcení a v souladu se středověkým obřadem mu byla vyholena tonzura. V říjnu 1945 nastoupil do posledního ročníku teologie na znovuotevřené Jagellonské univerzitě a začal si přivydělávat jako odborný asistent v nižších ročnících (přednášel zde systematickou teologii a dějiny věrouky). 12. prosince téhož roku pak získal další nižší svěcení a s nimi i sutanu. Na přelomu června a července 1946 úspěšně složil teologické zkoušky vyžadované ke kněžskému svěcení a posléze byl 13. října kardinálem Sapiehou, v rámci zrychleného plánu, vysvěcen na podjáhna. O tři týdny později byl vysvěcen na jáhna (20. října) a 1. listopadu 1946 se po tradičním obřadu stal knězem. 15. listopadu pak otec Wojtyła odcestoval do Říma, kde měl po následující dva roky pokračovat v doktorském studiu teologie na papežském Athenaeu sv. Tomáše Akvinského. Magisterské zkoušky s výsledkem čtyřicet bodů z možných čtyřiceti vykonal v červenci 1947, doktorské zkoušky pak složil 14. června 1948. Titul doktor teologie mu však byl udělen až 16. prosince téhož roku na Jagellonské univerzitě.

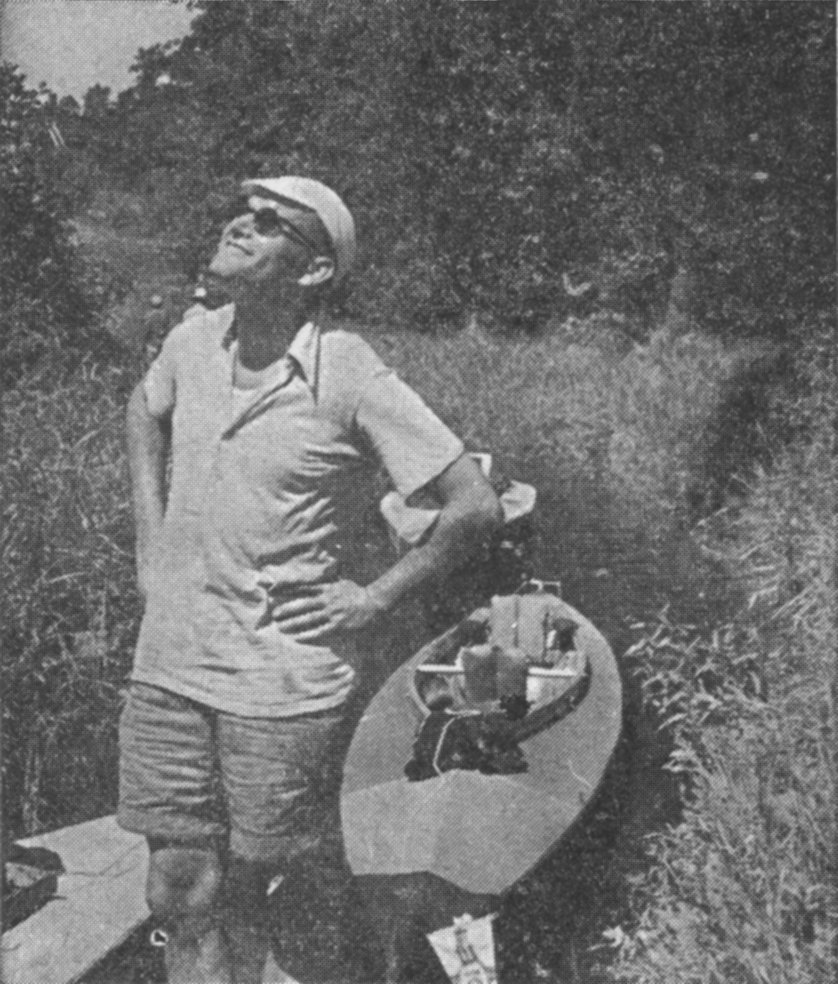
I na postu biskupa Karol Wojtyła jednou ročně vyrazil s přáteli ze skupiny Środowisko na výlet na kajacích

15. června 1948 se Karol Wojtyła vrátil z Říma zpět do Polska a vzápětí 28. července odcestoval do vesnice Niegowce (asi 30 km od Krakova), kde zastával funkci kaplana v kostele Nanebevzetí Panny Marie. Z tohoto působiště byl v březnu 1949 odvolán do farnosti sv. Floriána v Krakově, kde se stejně jako v Niegowci věnoval práci s mládeží, pořádal diskusní semináře pro studenty, zahájil vůbec první program předmanželské přípravy v dějinách krakovské arcidiecéze a stal se vedoucím skupiny Środowisko, jejíž členové ho začali oslovovat Wujku (strýčku). 1. září 1951, na návrh nového krakovského arcibiskupa Baziaka, odešel otec Wojtyła na dvouletou vědeckou dovolenou, aby se mohl naplno věnovat habilitační práci s názvem Zhodnocení možnosti vybudování křesťanské etiky na základě filozofického systému Maxe Schelera. Aby měl pro svou práci odpovídající klid, přestěhoval se do domu čp. 21 v ulici Kanonicza, nicméně z vlastní iniciativy mu bylo umožněno sloužit mše v kostele sv. Kateřiny ve čtvrti Kazimierz. Habilitační práci otce Wojtyły jednohlasně schválila tříčlenná porota, jejíž doporučení Rada teologické fakulty akceptovala 30. listopadu 1953. Druhý doktorský titul obdržel v roce 1954 a svou profesorskou dráhu zahájil jako docent filozofické etiky na filosofické fakultě Katolické univerzity v Lublinu. Přednášky na této vysoké škole konal jednou týdně, neboť stále ještě sloužil jako kaplan v Krakově. Jako učitel byl nebývale oblíbený, vždy přístupný, ať už ve třídě nebo mimo ni a studenti jej hodnotili jako svého nejoblíbenějšího a nejsvatějšího profesora. Vedle běžného profesorského úvazku současně vedl i doktorandský seminář z filosofické etiky, v němž se jeho nejlepší žáci připravovali na své disertační práce.

## Biskup a arcibiskup

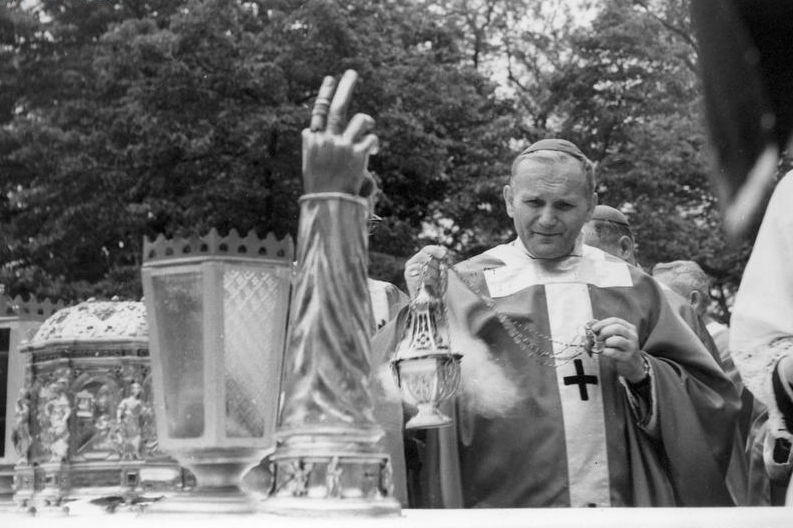
Krakovský arcibiskup Karol Wojtyła při mši koncelebrované 8. května 1966

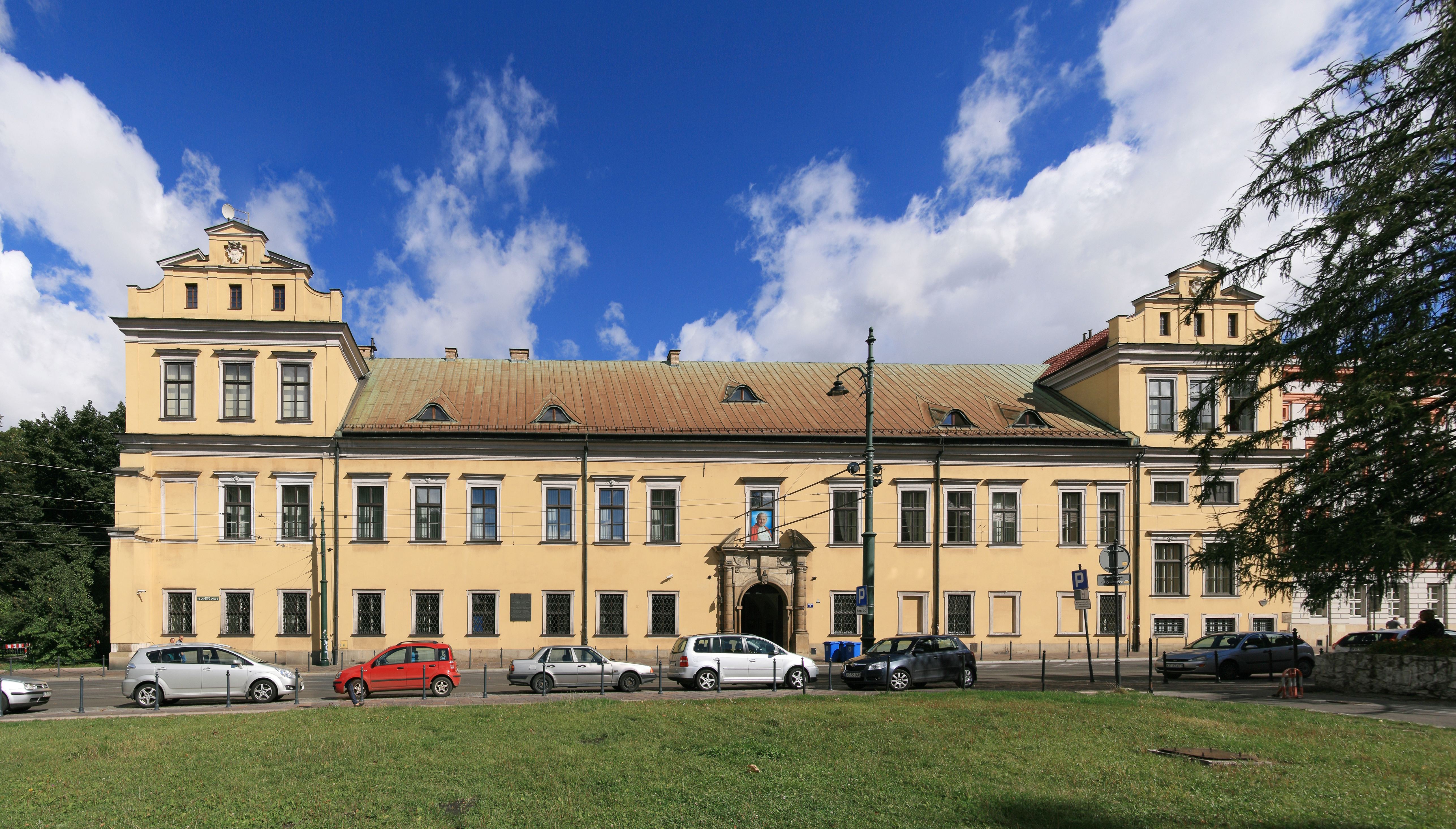
Arcibiskupský palác ve Francizkáńské ulici čp. 3 v Krakově, sídlo arcibiskupa Karola Wojtyły. Kanceláře arcidiecéze se nacházely v přízemí, arcibiskupovo apartmá, kaple, kancelář a přijímací pokoje byly umístěny v prvním patře

4. července 1958 papež Pius XII. nečekaně jmenoval otce Karola Wojtyłu do funkce pomocného biskupa krakovského a současně titulárním biskupem v Ombi. Do svého nového úřadu byl vysvěcen ve Wawelské katedrále v Krakově 28. září 1958 a ve svých 38 letech se tak stal nejmladším biskupem v polských dějinách. Služba v této pozici pro něj znamenala velké množství nových pastoračních povinností, nicméně i nadále, přestože již v menší míře, učil na lublaňské univerzitě a i přes diagnostikovanou chudokrevnost měl rozpracováno několik projektů najednou a věnoval se řadě dalších okrajových aktivit. Jedním z těchto projektů byla i práce na knize Láska a odpovědnost, kterou vydal v roce 1960 a v níž se zabýval problémy manželského života.
17. června 1962 zemřel krakovský arcibiskup Eugenius Baziak, což vedlo k nominaci, a posléze 16. července i k volbě pomocného biskupa Karola Wojtyły do úřadu kapitulního vikáře krakovské arcidiecéze. 5. října téhož roku odcestoval do Říma na první zasedání Druhého vatikánského koncilu. Počínaje tímto podzimem se až do roku 1965 účastnil všech čtyř zasedání, při nichž živě vstupoval do diskusí a zároveň se významně podílel na důležitých rozhodnutích začleněných v dokumentech Dignitatis humanae a Gaudium et Spes. V roce 1962 přijížděl do Říma jako neznámý biskup, po zakončení koncilu se díky otevřeně interpretovaným názorům a kouzlu osobnosti stal jednou z nejznámějších postav církve jak mezi svými kolegy, tak i mezi novináři. V průběhu koncilu, 30. prosince 1963, papež Pavel VI. kapitulního vikáře Karola Wojtyłu jmenoval krakovským arcibiskupem. Veřejně bylo toto rozhodnutí oznámeno 19. ledna 1964, do úřadu byl uveden o necelé dva měsíce později (8. března) ve Wawelské katedrále.
| „                                             | Pracovní den nového arcibiskupa začínal v půl šesté ráno a končil kolem jedenácté v noci. Ráno vstal, sloužil mši a až po ní snídal. Potom zahajoval sérii pracovních setkání s vlastními pomocníky nebo s pomocníky svého týmu, rozličných obřadů a meditací ve vlastní kapli, nebo v katedrále. Občas si dopřál desetiminutový odpočinek... Ovšem nejvíce času mu zabíraly pastorační návštěvy a setkání s početnými diecézními výbory. Jako metropolitní arcibiskup měl na starosti pět diecézí – krakovskou, katovickou, kileckou, tarnovskou a čenstochovickou. Přejížděním z jedné diecéze do druhé trávil tolik času, že mu jeho šofér Józef Mucha do auta namontoval pracovní desku, aby mohl za jízdy i pracovat. Neustále s sebou vozil čtyři kufry, dva byly plné knih. | “ |
| — Jan Pavel II. – Kronika neobyčejného života | |   |

| „               | Arcibiskup vstával každé ráno v 5 nebo 5:30 a první hodinu svého dne věnoval soukromé modlitbě. Po mši, kterou sloužil v kapli za účasti svého sekretáře a ostatních zaměstnanců se nasnídal a pak se mezi 9. a 11. odebral do kaple, kde strávil dvě hodiny psaním. Dobu mezi 11. a 13. hodinou věnoval návštěvám. Bylo pravidlem, že kdokoli chtěl, mohl arcibiskupa navštívit. Druhá taková setkání neexistovala. Všichni zájemci přicházeli v 11 hodin... Pak pozval prvního člověka nebo skupinu do své kanceláře a ostatní čekali, až se dostanou na řadu. ... Odpoledne a večery věnoval dalším návštěvám, pochůzkám po městě a okolí, čtení a studiu. Neměl televizi, jen ráno při holení poslouchal z malého přijímače vysílání Rádia Svobodná Evropa v polštině. Aby maximálně využil čas při pojížďkách autem, měl na zadním sedadle přidělaný stolek s lampičkou na čtení a psaní. ... Arcibiskup si zvolil velice prostý způsob života. Neměl ani bankovní účet ani osobní hotovost, o jeho potřeby se starala arcidiecéze. Pokud mu nějaký kněz nebo farník dal peníze, ani obálku neotevřel a předal ji tentýž den někomu, kdo je právě potřeboval. | “ |
| — George Weigel | |   |

## Kardinál

Znak kardinála Wojtyły. Iniciála „M“ ve svém umístění symbolizuje Pannu Marii pod Kristovým křížem, inspirací motta Totus Tuus je učení Ludvíka z Montfortu

V polovině 60. let 20. století polská komunistická vláda naznačila vatikánským představitelům, že by nebyla proti, kdyby v zemi působil druhý kardinál. Úmyslem vládních činitelů patrně bylo rozpoltit polskou církev na dvě části, jednu v čelem s novým kardinálem, druhou s primasem Wyszyńskim. Na základě tohoto požadavku tedy papež Pavel IV. 29. května 1967 oznámil kardinálskému kolegiu, že do hodnosti kardinála jmenoval arcibiskupa Karola Wojtyłu. Důvodem tohoto rozhodnutí byla zřejmě arcibiskupova intenzivní pastorační činnost v Polsku a fakt, že dokázal srozumitelně, otevřeně a neobyčejně adresně šířit evangelickou zvěst. Kardinálský klobouk od papeže obdržel 28. června téhož roku při obřadu prováděném v Sixtinské kapli. Jako člen duchovenstva římské diecéze k tomuto úřadu získal titulární sídlo v kostelíku sv. Cesara in Palatio na Via Porta Latina nedaleko Caracallových lázní.
V září 1967 byla do Vatikánu papežem Pavlem VI. svolána synoda biskupů, která měla dát konkrétní podobu Dogmatické konstituci o církvi, jež byla vypracovaná na druhém vatikánském koncilu. Ačkoli byl kardinál Wojtyła na toto zasedání vyslán polským episkopátem, do Říma neodcestoval. Své solidární rozhodnutí odůvodnil tím, že na synodu může odjet pouze společně s kardinálem Wyszyńskim, jemuž komunistické úřady odmítly vydat povolení k výjezdu. V srpnu a září 1969 poprvé navštívil Kanadu a USA, kde především navazoval kontakty s polskými krajanskými spolky. 2. října pak z New Yorku odletěl do Říma, kde se již společně s kardinálem Wyszyńskim zúčastnil „výjimečného“ setkání Biskupské synody. Všeobecnou pozornost zde vzbudil svým projevem o křesťanských komunitách a skupinách a potřebě „kolegiálních struktur“, přičemž čerpal ze svých zkušeností z Polska a Severní Ameriky. V závěrečné fázi tohoto shromáždění, kterého se účastnily hlavy episkopátů ze všech zemí, byl požádán, aby se stal členem komise, jež měla vypracovat závěrečnou deklaraci shrnující celou diskusi.
30. září 1971 byl kardinál Wojtyła ve Vatikánu přítomen zahájení druhé biskupské synody, v jejímž průběhu byl 5. října zvolen za člena Rady generálního sekretariátu (115 hlasy ze 184), čímž se stal třetím nejvýznamnějším členem stálého synodního sekretariátu. Na další zasedání dorazil 6. listopadu téhož roku a jednoznačně se zde v konfrontaci s modernistickými návrhy holandských biskupů postavil za zachování kněžského celibátu. 8. května 1972 byla slavnostně zahájena Krakovská synoda, jejíž realizace se v hlavě kardinála Wojtyły zrodila krátce po dokončení knihy Zdroje obnovy v roce 1970. V únoru 1973 Karol Wojtyła odcestoval přes filipínskou Manilu do australského Melbourne, kde reprezentoval polské katolíky na Mezinárodním eucharistickém kongresu. V dubnu roku 1974 se spolu s arcibiskupem Františkem Tomáškem, vídeňským kardinálem Franzem Königem a berlínským kardinálem Alfredem Bengschem zúčastnil litoměřického pohřbu tragicky zesnulého kardinála Štěpána Trochty. Přes zákaz komunistické státní bezpečnosti na pohřbu také veřejně promluvil Z Československa posléze přes Olomouc (kde navštívil též Baziliku Panny Marie na Svatém Kopečku) a Vídeň opět odcestoval do Říma, kde byl od 24. dubna přítomen u řady slavností, které se konaly u příležitosti 700. výročí úmrtí sv. Tomáše Akvinského. V březnu 1976 papež Pavel VI. projevil Karolu Wojtyłovi čest, když jej pověřil v průběhu prvního postního týdne kázat členům římské kurie. Na přípravu těchto tradičně konaných dvaadvaceti cvičení duchovní obnovy, při nichž hovořil italsky, měl dva týdny, nicméně i přes tento krátký termín se před vysoce postavenými preláty projevil jako schopný teolog a rétorik. V červenci téhož roku opět odcestoval do USA, kde v rámci svého šestitýdenního programu navštívil Harvardovu univerzitu, na níž vedl přednášku na téma Účast nebo odcizení. Z Bostonu posléze na tři dny zamířil do Washingtonu, kde přednášel na Katolické univerzitě americké školy filosofie. Odtud jeho cesta vedla do Filadelfie na Mezinárodní eucharistický kongres, kde byl vybrán, aby 3. srpna vedl mši, podtitulem jejíž homilie bylo téma „eucharistie a potřeby lidské rodiny“.
Po smrti Pavla VI. se kardinál Karol Wojtyła 26. srpna 1978 zúčastnil konkláve, které již prvního dne konání zvolilo novým papežem benátského patriarchu Albina Lucianiho, jenž pro svůj pontifikát přijal jméno Jan Pavel I. O měsíc později (25. září) společně s primasem Wyszyńskim navštívil NSR, kde za jeho výrazné snahy a přispění došlo k oficiálnímu usmíření polského a západoněmeckého episkopátu. 29. září nečekaně zemřel Jan Pavel I. a Karol Wojtyła v krátké době odcestoval do Vatikánu k dalšímu konkláve, tentokrát ovšem jako jeden z předních kandidátů na papežský úřad (papabile). Důvodem byla podpora, kterou mu již při předchozí papežské volbě vyjádřil rakouský primas kardinál Franz König a další preláti, kteří se chtěli vyhnout volebnímu zápolení mezi italskými kandidáty nebo mezi frakcemi, zastávajícími pokrokovou či konzervativní církevní politiku. Ve Wojtyłův prospěch hovořila i skutečnost, že otevřeně nestranil žádné z ideových klik a na mezinárodní scéně i pro celou kurii byl známou osobností. Při volbě tradičně konané v Apoštolském paláci obýval celu č. 91.

## Papežský pontifikát

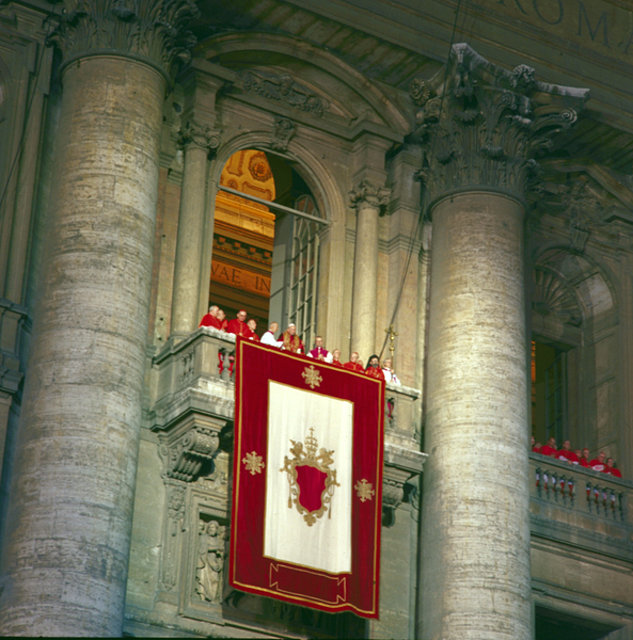
Habemus Papam, první vystoupení Jana Pavla II. po volbě papežem (16. října 1978)

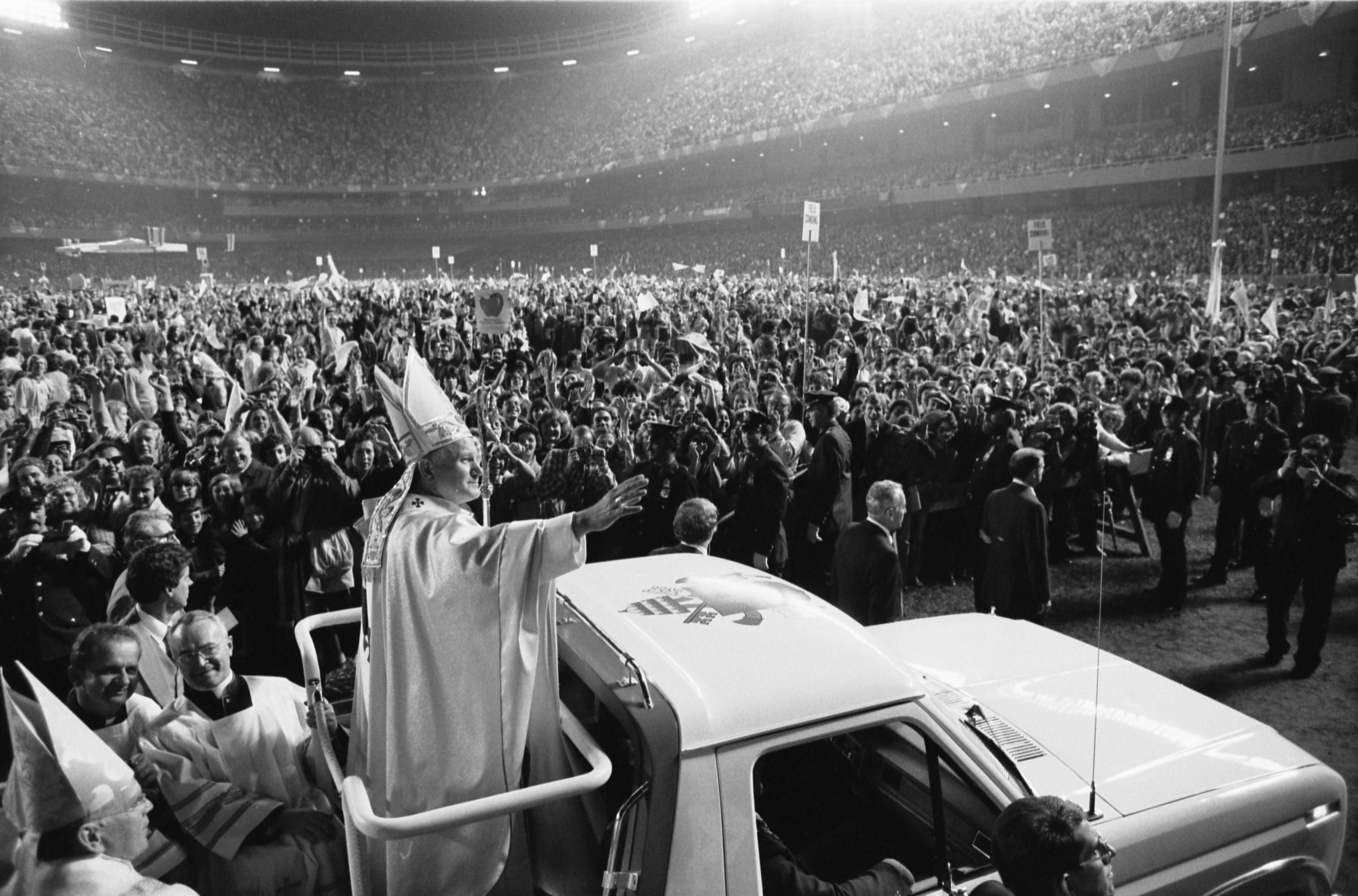
Jan Pavel II. v Logan Circlu ve Filadelfii, kde sloužil mši pro více než milion lidí (4. říjen 1979)

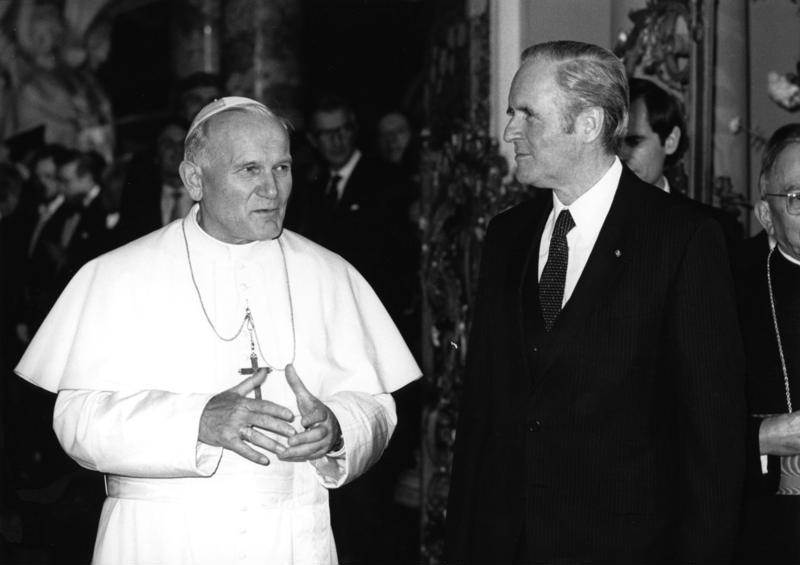
Jan Pavel II. při setkání se západoněmeckým prezidentem Karlem Carstensem (15. listopadu 1980)

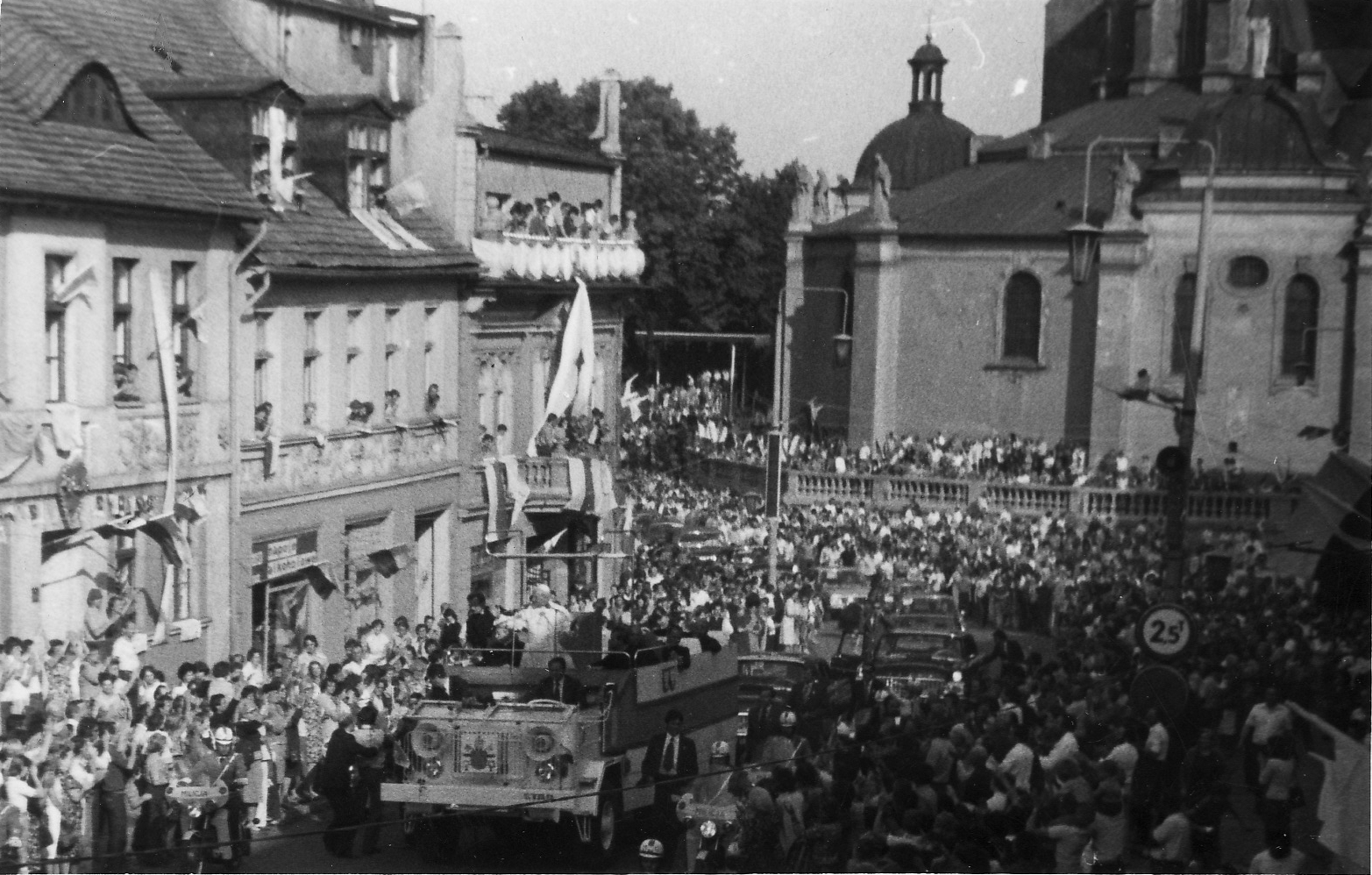
Návštěva Jana Pavla II. v Polsku ve Hnězdně 4. června 1979

Po prvním volebním dnu konkláve, jež bylo zahájeno 15. října 1978, byl výsledek hlasování rovnoměrně rozdělen mezi dva hlavní italské kandidáty, janovského arcibiskupa Giuseppe Siriho a florentského arcibiskupa Giovanni Benelliho. Vzhledem k tomu, že druhého dne nebyli členové konkláve schopni nalézt vzájemný kompromis ani adekvátní alternativu z řad italských prelátů, po návrhu kardinála Franze Königa zvolilo 99 ze 111 hlasujících novým papežem Karola Wojtyłu. Stalo se tak po osmém kole, jehož výsledek byl věřícím shromážděným na Svatopetrském náměstí oznámen v 18:43 hodin. Při tradičním obřadu, v jehož průběhu nový papež akceptoval své zvolení, Karol Wojtyła přijal na důkaz oddanosti k Pavlu VI. a jako projev náklonnosti k Janu Pavlu I. nové jméno Jan Pavel II. Následujícího dne při mši koncelebrované v konkláve označil za svůj první úkol dokončit realizaci Druhého vatikánského koncilu. Slavnostní intronizace Jana Pavla II. na papežský stolec proběhla 22. října a účastnilo se jí na 300 000 přihlížejících.
V posledních dnech starého a v prvních dnech nového roku 1979 se Jan Pavel II. stal prostředníkem mezi Chile a Argentinou, ve vyhroceném sporu o vlastnictví ostrovů v průlivu Beagle. O necelý měsíc později (26. ledna) odletěl přes Dominikánskou republiku na pětidenní a svou první papežskou cestu do Mexika, kde se po neoficiálním a chladném přivítání prezidentem Portillou zúčastnil konference latinskoamerických biskupů. 2. března téhož roku odeslal dopis do komunistického Československa, jímž se pokusil místní katolíky podpořit v odporu proti tyranii. O tři týdny později (25. března) publikoval svou první encykliku Redemptor hominis, v níž se zabýval místem člověka v moderním světě. Na Zelený čtvrtek 8. dubna napsal dopis všem katolickým kněžím na světě, neboť chtěl znovu rozdmýchat u svých bratří-kněží pocit náboženského dramatu jejich povolání. Od 2. do 10. června pobýval při další apoštolské cestě v rodném Polsku, kde navštívil Krakov, Nowu Hutu, Čenstochovou, Jasnou Góru, Osvětim a rodné Wadowice. Další z jeho zahraničních cest vedla do Irska, odkud 2. října odletěl do New Yorku, kde promluvil o neodcizitelných právech člověka před 34. generálním shromážděním OSN. Ještě téhož večera pak sloužil mši pro 75 000 věřících na Yankee Stadionu a následujícího dopoledne se na Madison Square Garden setkal s několika desítkami tisíc žáků místních škol a mladých členů různých katolických organizací.
| „               | Scéna, která následovala, byla v historii papežství bezprecedentní. Jak papamobil pomalu projel kolem dokola arény, hudební skupina z přípravky sv. Františka z Brooklynu zahrála hudební téma z Rockyho a Hvězdných válek, zatímco papež natahoval ruce, aby se dotkl rukou nadšených nezletilců naklánějících se z první řady přes zábradlí. V jedné chvíli napodoboval papež bubeníka a pak na dav „vztyčil palce“. Mládež mu věnovala modré džínsy, tričko a kytaru. ... V jedné chvíli, když mládež vyčerpala jména katolických organizací mládeže a místních škol, jimiž provolávala slávu, začala se střecha otřásat skandováním: „Jane Pavle, milujeme tě!“ Papež, usmívaje se, si vzal mikrofon a začal také skandovat: „Vú-hú-hý, miluje vás Jan Pavel Druhý!“ | “ |
| — George Weigel | |   |

 Po návštěvách ve Filadelfii, Iowě, Chicagu a Washingtonu D.C. se svatý otec 8. října vrátil zpět do Vatikánu, kde na 5. listopad svolal inovované „plenární zasedání“, kterého se účastnilo 120 kardinálů. 29. listopadu posléze odcestoval do Turecka, kde zahájil teologický dialog s pravoslavnou církví v čele s ekumenickým patriarchou Dimitriem a jako první papež v historii navštívil pravoslavnou liturgii.
Od 14. do 31. ledna 1980 Jan Pavel II. ve Vatikánu uspořádal tzv. „Zvláštní synodu pro Holandsko“, v jejímž průběhu byla urovnaná krize v holandské církvi, jejíž přední představitelé mj. požadovali kněžské svěcení žen či možnost uzavírání sňatků pro kněze. O tři měsíce později odcestoval na svou první poutní cestu do Afriky, kde v rámci rozvrhu od 2. do 12. května navštívil Zaire, Kongo, Keňu, Ghanu, Horní Voltu a Pobřeží slonoviny. Následně 30. května odletěl do Francie, kde jej na letišti v Paříži přivítal prezident d'Estaing. V závěru své návštěvy ukončené 2. června navštívil sídlo UNESCO, aby na 109. výkonné radě pronesl podle vlastního názoru jeden z nejvýznamnějších projevů ve svém životě. Na konci téhož měsíce Jan Pavel II. odcestoval na dvanáctidenní cestu do největší katolické země na světě Brazílie. Náročný program, při němž urazil 30 000 kilometrů, zahrnoval projev k půl milionu mladých lidí v Belo Horizonte, schůzku se 150 000 dělníky v São Paulu, návštěvu chudinské čtvrtě v Rio de Janeiru nebo rozhovor se zástupci indiánů, kteří obviňovali vládu z genocidy, na slavnosti konané hluboko v amazonské džungli. Jeho další zahraniční cesta vedla do NSR (15.–19. listopadu), kde se v prvních hodinách pobytu na zámku Augustusburg setkal s prezidentem Carstensem. V dalších dnech pak mj. v Kolíně nad Rýnem promluvil k 6000 profesorů a studentů nebo pronesl projev k místním biskupům.
2. února 1981 Jan Pavel II. uskutečnil nejtroufalejší jmenování za svého pontifikátu, když do funkce pařížského arcibiskupa jmenoval orleánského biskupa a židovského konvertitu Arona Lustigera. O čtrnáct dní později (16. února) odcestoval na papežskou cestu do Asie, kterou zahájil ve filipínské Manile. Po přivítání prezidentem Ul-Haqem jej čekal nabitý program, v jehož průběhu inicioval proces blahořečení Lorenza Ruize, ukřižovaného v 17. století v Nagasaki. Obřadu, který se konal dva dny po papežově příletu, přihlížel zhruba milion Filipínců. 23. února, po předchozím dni stráveném na ostrově Guam, dorazil Jan Pavel II. do Japonska, kde jej u vchodu do císařského paláce přivítal císař Hirohito, který byl prvním panovníkem v japonské historii, jenž přijal představitele jiného vyznání. O dva dny později svatý otec přednesl devítijazyčnou řeč u Památníku míru v Hirošimě, a po projevu ke studentům Univerzity OSN odcestoval do centra japonského katolicismu Nagasaki. Cestou zpět do Říma letadlo s papežem přeletělo přes severní pól a pro doplnění paliva přistálo na Aljašce, kde na mši celebrovanou pod širým nebem v Delaney Park Strip dorazilo 50 000 místních obyvatel. V den 64. výročí zjevení Panny Marie ve Fatimě, 13. května téhož roku byl při tradiční středeční projížďce v papamobilu (před tzv. generální audiencí) po Svatopetrském náměstí na Jana Pavla II. spáchán atentát, jehož původcem byl Turek Mehmet Ali Ağca. Kulka browning ráže 9 mm prošla břichem, kde způsobila četná poranění střev a jen o několik milimetrů minula hlavní břišní tepnu. Papež byl připravenou sanitkou ihned převezen do nemocnice Gemelli, kde zanedlouho ztratil vědomí. Před pětihodinovou operací mu jeho sekretář Stanisław Dziwisz udělil poslední pomazání, nicméně hned druhého dne ráno se Jan Pavel II. probral a 18. května byl převezen z JIP do svého soukromého pokoje. O deset dní později se papež dozvěděl očekávanou tragickou zprávu, že zemřel polský primas kardinál Wyszyński. 3. června svatému otci lékaři povolili návrat do Apoštolského paláce, avšak v příštích dnech se mu značně přitížilo, což jej 20. června přinutilo k návratu zpět do nemocnice, kde bylo laboratorními testy zjištěno, že byl při transfúzi krve napaden cytomegalovirózou. Zlepšení jeho stavu nastalo čtyři dny po zahájení podpůrné terapie, následně byl 5. srpna operativně zbaven kolostomie a čtrnáctého dne téhož měsíce se opět vrátil do Vatikánu. Atentátník Ali Ağca byl 22. července odsouzen na doživotí, motiv jeho činu se však nikdy nepodařilo jednoznačně vysvětlit.

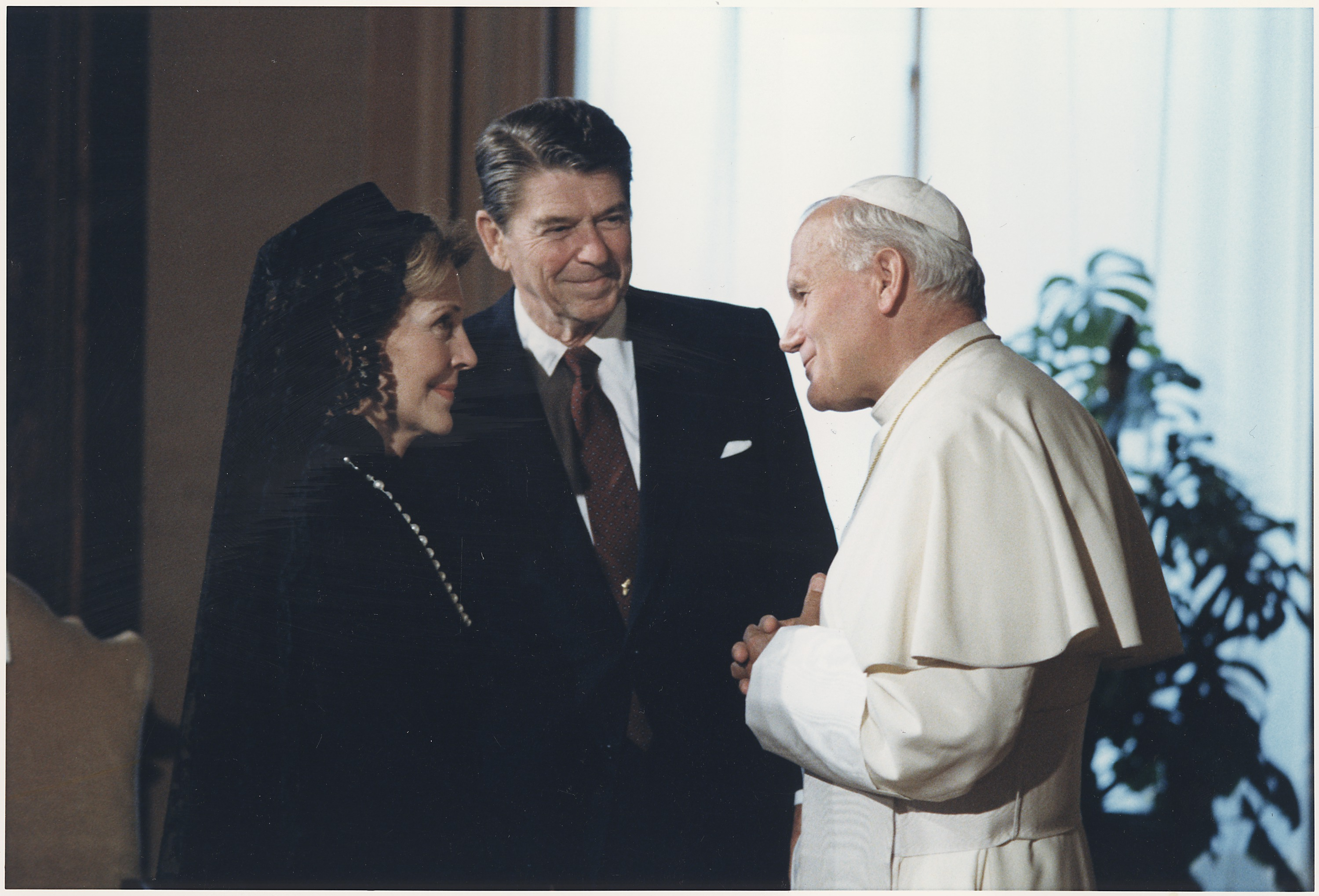
Jan Pavel II. a americký prezident Ronald Reagan s manželkou 7. června 1982

Sám Jan Pavel II. připisoval své uzdravení a záchranu Panně Marii fatimské, neboť se shodovalo jak květnové datum, tak obsah tajemství, sděleného dětem v roce 1917. Francisco a Jacinta Marto byli jím slavnostně prohlášeni za ctihodné ve Fatimě dne 13. května 1989 a u té příležitosti nechal zasadit do korunky tamní sochy Panny Marie Růžencové projektil, který byl lékaři vyjmut z jeho těla po atentátu v Římě 13. května 1981 (jenž byl předpovězen 3. fatimským proroctvím). Vrátil se do Fatimy 13. května 2000, aby obě děti na místě zjevení blahořečil.
14. září 1981 Jan Pavel II. publikoval encykliku Laborem exercens (O lidské práci), jež navazovala na moderní katolické sociální učení encykliky Rerum novarum z pera papeže Lva XIII. Na znění textu pracoval ve dnech, kdy se zotavoval z utrpěného zranění a rozvíjel v něm úvahy, že skrze práci lidé naplňují počáteční Boží příkaz: „Milujte se a množte se, naplňte zemi a podrobte si ji.“ Krátce poté absolvoval pooperační rekonvalescenci ve městě Castel Gandolfo a po svém návratu jmenoval otce Paola Dezzu, S.J. do čela řádu jezuitů
(5. října). V prosinci pak opakovaně vyjádřil podporu odborovému hnutí Solidarita, které se v jeho rodné zemi aktivně postavilo proti komunistickému režimu.

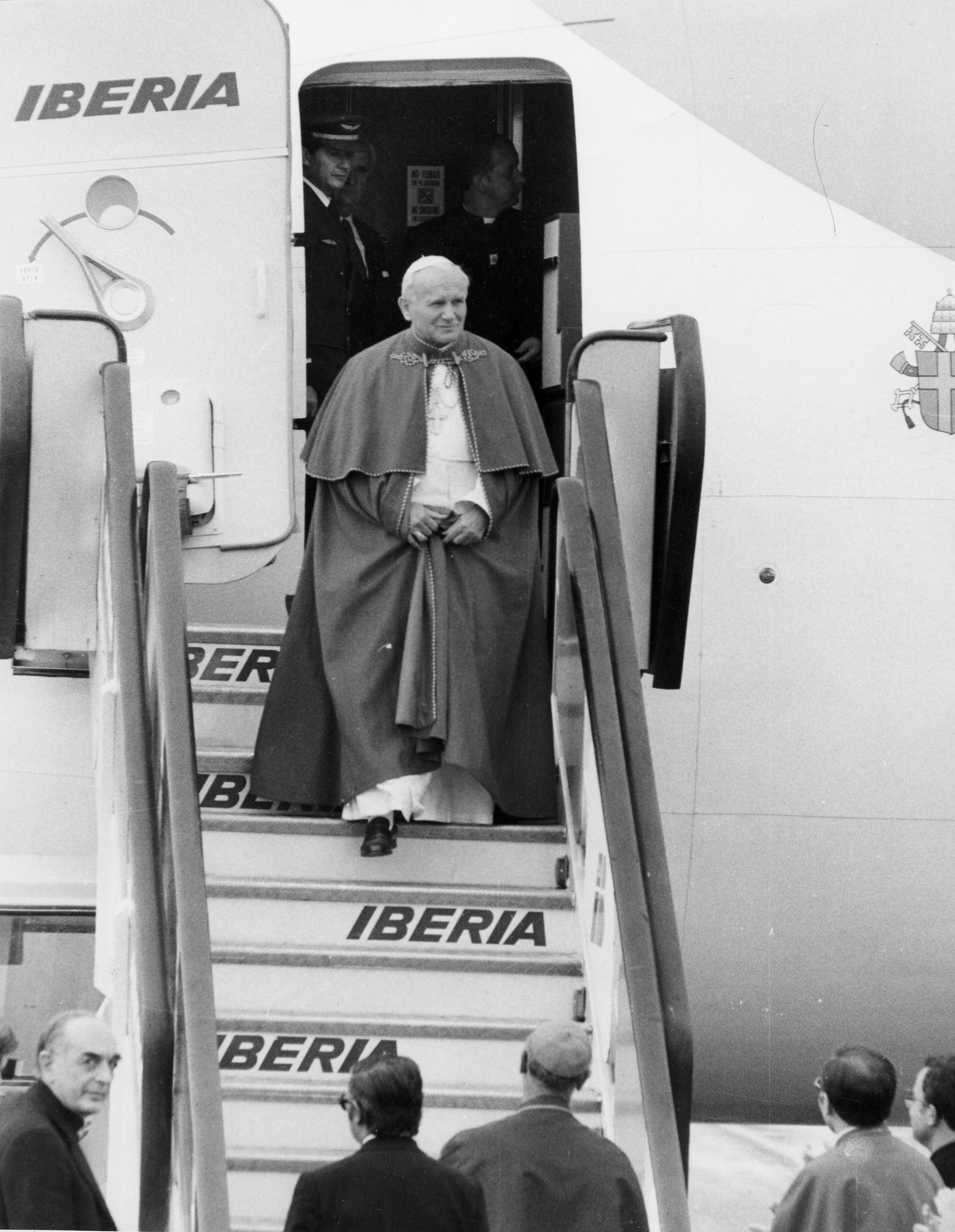
Jan Pavel II. vystupující z letadla společnosti Iberia při návštěvě Španělska (31. říjen–9. listopad 1982)

V únoru 1982 začal papež spolu se sedmičlennou skupinou expertů v oblasti církevního práva pracovat na znění nového kodexu, jenž měl nahradit kodex církevního práva z roku 1917. Od 12. do 19. dne téhož měsíce při své desáté papežské cestě opět zavítal do Afriky, kde navštívil Nigérii, Benin, Gabon a Rovníkovou Guineu. Po návratu do Vatikánu se 8. března oficiálně postavil proti vměšování kléru do politiky a o necelé dva měsíce později odcestoval do Portugalska (12.–15. května), kde chtěl mj. ve Fatimě vyjádřit poděkování, že přežil pokus o atentát, který na něj přesně před rokem spáchal Mehmet Ali Ağca. Symbolické bylo toto gesto zejména tím, že vzpomínka na útok před rokem proběhne ve stejný den, kdy se před pětašedesáti lety, v roce 1917, poprvé ve Fátimě zjevila dětem Panna Marie. Avšak již prvního dne pobytu Portugalsku se Jana Pavla II. pokusil zavraždit fundamentalistický španělský kněz otec Juan Fernández Krohn, který, dřív než jej stačila zneškodnit papežova osobní stráž, poranil svatého otce bajonetem na ruce. Motivem Krohnova činu byl odpor vůči Druhému vatikánskému koncilu a následujícím změnám v církvi a osobní přesvědčení, že je Jan Pavel II. komunistou a agentem KGB, jehož cílem je rozvrátit církev zevnitř. I přes utrpěné zranění papež pokračoval v programu (událost navíc odmítal zveřejnit) a setkal se s Lucií dos Santosovou, sestřenicí obou dětí, posledním žijícím přímým svědkem fátimského zjevení.
V době falklandské krize měl od 28. května do 2. června 1982 Jan Pavel II. poprvé zavítal do Velké Británie. Tato cesta jej však stavěla do nepříjemné diplomatické situace, neboť agresor konfliktu Argentina byla formálně tradiční katolickou zemí, zatímco většina britské populace se hlásila k anglikánské církvi. Vatikánští diplomaté se obávali, aby nebyla porušena neutralita Svatého stolce, po poradě s argentinským episkopátem proto bylo rozhodnuto, že by měl papež navštívit obě zainteresované země. I přes vyostřenou situaci byla cesta po Británii velkým úspěchem, který byl završen společnou ekumenickou bohoslužbou, již vedli Jan Pavel II. a anglikánský arcibiskup Runcie v Canterburské katedrále, kde po obřadu došlo k podepsáním společné deklarace o jednotě, v níž anglikánští a římskokatoličtí představitelé hodnotili ekumenický dialog od Druhého vatikánského koncilu a vyjádřili naději v budoucnost. Kromě Londýna svatý otec v dalších dnech navštívil i Coventry, Liverpool, Manchester, York nebo Edinburgh. Do Vatikánu se vrátil 2. června a o pět dní později se na jeho půdě setkal s americkým prezidentem Ronaldem Reaganem, s nímž se shodl na nesouhlasu s dohodou o rozdělení Evropy, jež byla uzavřena na konferenci v Jaltě. Desátého dne téhož měsíce Jan Pavel II. odcestoval na plánovanou dvoudenní návštěvu do Buenos Aires. Formálně byla tato cesta prezentovaná jako pouť do svatyně Panny Marie Lujanské, avšak narychlo svolané shromáždění Rady latinskoamerických biskupských konferencí (CELAM) mělo celý kontinent přesvědčit o tom, že papežova přítomnost v Argentině je křížovou výpravou za dosažení míru. Po návratu z Jižní Ameriky navštívil Švýcarsko (15. června) a 29. srpna San Marino. 15. září se ve Vatikánu při dvacetiminutové audienci setkal s vůdcem OOP Jásirem Arafatem, přičemž uznal právo Palestinců na svou vlast i právo Izraele na svou bezpečnost. Podle židovských představitelů a izraelských vládních činitelů byla tato schůzka naprostým skandálem. 10. října pak Jan Pavel II. za poněkud kontroverzních okolností kanonizoval polského kněze Maximiliána Kolbeho a 31. října odletěl na desetidenní oficiální návštěvu Španělska. 28. listopadu téhož roku vydal další papežskou konstituci, jíž založil personální prelaturu církevní organizace Opus Dei. Vůči tomuto rozhodnutí vyjadřovali někteří biskupové značný odpor a téma zůstalo sporným až do konce papežova pontifikátu.

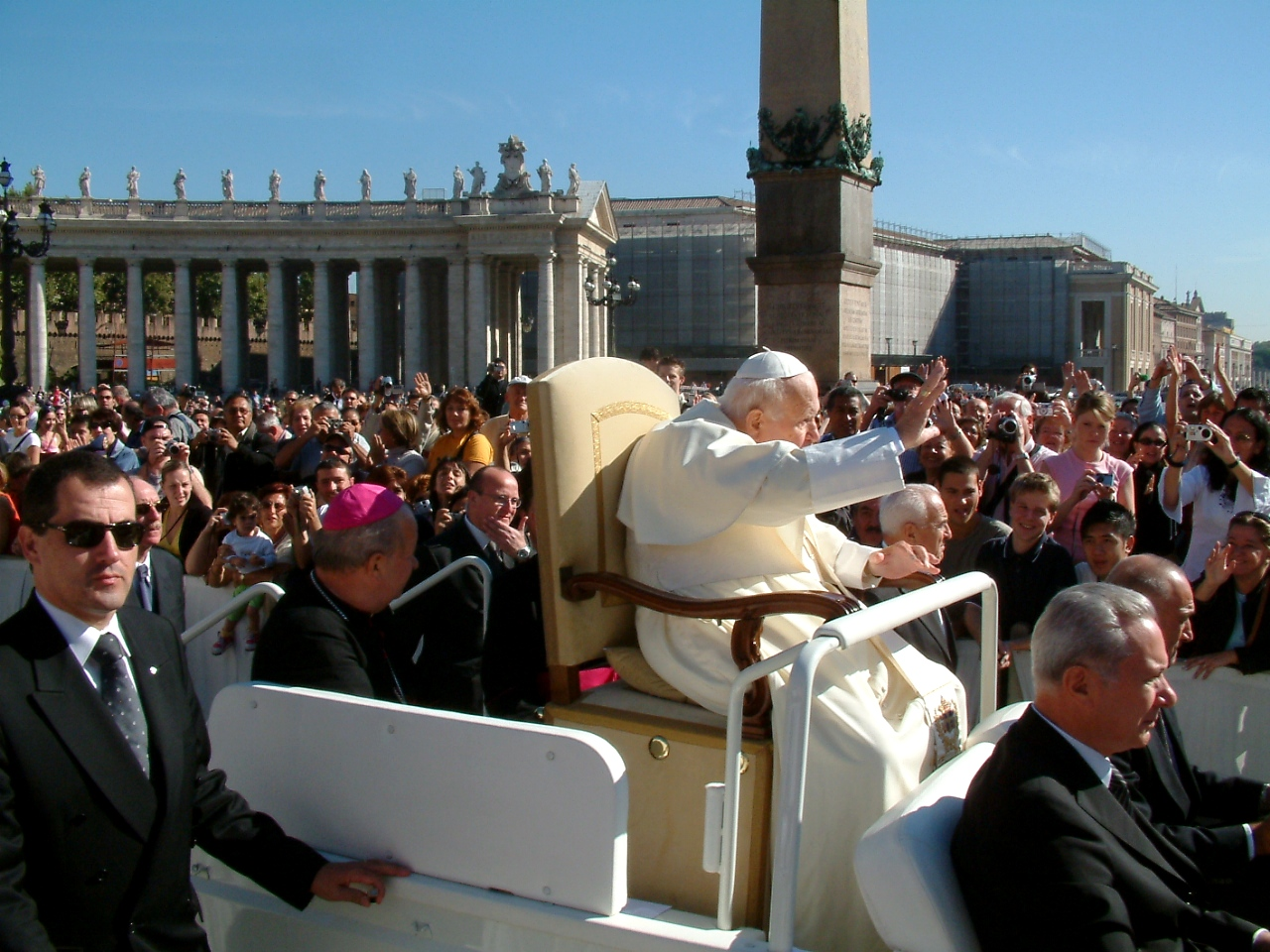
Jan Pavel II. 29. září 2004

Jan Pavel II. se pokusil vyřešit společensko-církevní krizi, typickou pro období 70. let, která kupř. znamenala citelnou ztrátu zájmu veřejnosti o dění v církevním životě. Nový papež propagoval realistický přístup, konzervatismus a návrat k církevní autoritě. Vyplnil tak podstatu jevů a činů typických pro přicházející období 80. let. Jan Pavel II. od počátku svého pontifikátu věnoval velkou pozornost zahraničním cestám (104 – poslední v roce 2004), cestám po Itálii (146) i po římské diecézi (748) a aktivnímu zájmu o světové politické dění vůbec, což se stalo jednou z jeho hlavních charakteristik. Jeho význam v řešení otázek vztahu západního a východního bloku je nepřehlédnutelný, stejně jako jeho aktivní role v pádu komunistických režimů ve východní Evropě, zejména v Polsku. Významně se také podílel na mezináboženském dialogu s příslušníky jinověrných církví a přispěl k uvědomění a toleranci vůči ostatním náboženstvím, zvláště pak v případě ožehavého islámu. Provedl i změnu v organizaci a pravidlech papežské volby (1996), nejzávažnější změnou bylo rozhodnutí, že pokud ani ve třech sériích skrutinií (33–34 kol) nikdo nezíská dvě třetiny hlasů, stačí ke zvolení papeže prostá většina hlasů. Změna byla kritizována jako faktické totální zrušení potřeby dvoutřetinové většiny a jeho nástupce Benedikt XVI. ji v červnu 2007 zrušil.

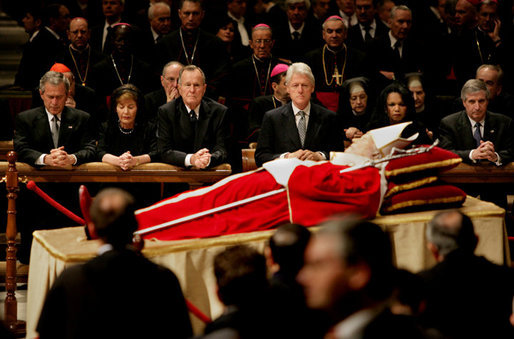
Zemřelému Janu Pavlu II. vzdávají v bazilice sv. Petra poctu američtí prezidenti (zleva) George W. Bush, první dáma Laura Bushová, George H. W. Bush, Bill Clinton, ministryně zahraničí Condoleezza Riceová a šéf kanceláře Bílého domu Andrew Card (duben 2005)

V roce 1988 letech vyhlásil exkomunikaci Mons. Marcela Lefebvra, zakladatele hnutí Kněžského Bratrstva sv. Pia X. FSSPX a čtyř jím nově vysvěcených biskupů. Těm později papež Benedikt XVI. účinky exkomunikace prominul. Jako jeden z mála papežů 20. století prováděl třikrát veřejný exorcismus.
Posledních několik let svého života měl vážné zdravotní problémy (Parkinsonova choroba, artritida), takže se objevily spekulace o jeho možné rezignaci. I přes vážný zdravotní stav však Jan Pavel II. vytrval ve funkci papeže až do smrti, protože by s ohledem na jeho velkou autoritu část věřících rozhodnutí o vzdání se pontifikátu nemusela akceptovat a uznávali by ho stále za papeže, čímž by římskokatolické církvi hrozil rozkol. Kromě toho se také uváděly informace, že Jan Pavel II. také tímto způsobem chtěl ukázat, že s nemocemi je nutné bojovat a nevzdávat se, což mělo být příkladem pro další nemocné věřící.
Dne 17. září 2005, téměř půl roku po jeho smrti, zveřejnil Vatikán podrobný popis posledních měsíců papežova života – sahá od ledna, kdy se zdravotní stav Jana Pavla II. zhoršil, až po několik dnů po jeho smrti. Text má přibližně 220 stran. Podle těchto zápisů byla poslední papežova slova „Pozwólcie mi iść do domu Ojca“ (Nechte mne odejít do Otcova domu).

## Posmrtné pocty

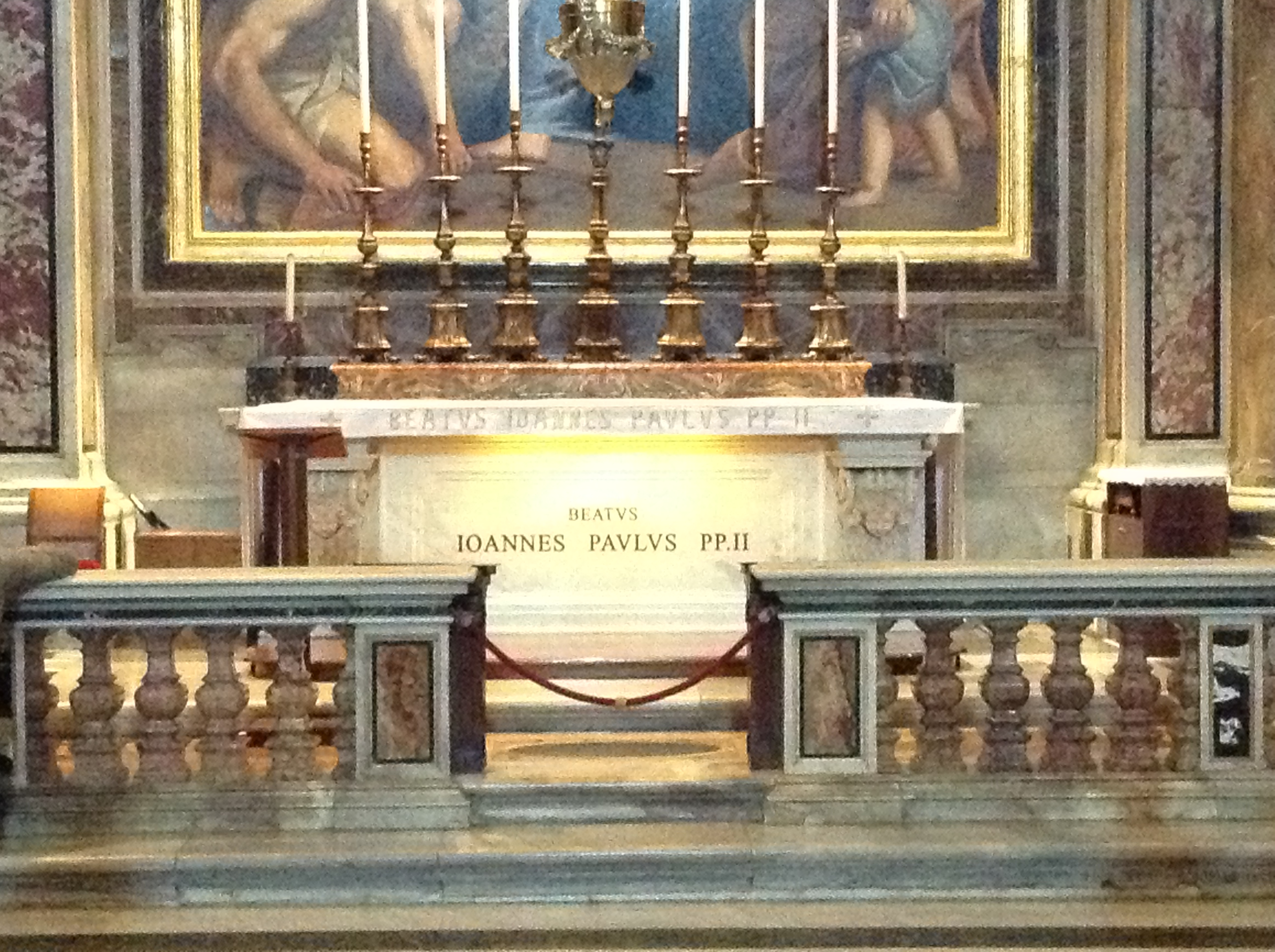
Místo pohřbení Jana Pavla II. v Bazilice sv. Petra ve Vatikánu

### Beatifikace
Brzy po smrti Jana Pavla II. se rozšířily požadavky, aby byl okamžitě prohlášen za svatého (již na jeho pohřbu volal dav heslo Santo Subito – „Ať je svatý ihned“). To je však podle církevního práva nemožné. Je vyžadováno splnění přísných podmínek a složitý beatifikační a kanonizační proces.
Dne 13. května 2005 bylo oznámeno, že vzhledem k „výjimečným okolnostem“ bude ihned zahájen beatifikační proces bez ohledu na předepsanou pětiletou prodlevu mezi smrtí kandidáta a zahájením procesu. Samotný složitý proces beatifikace a kanonizace však nebyl nijak zjednodušen. 19. prosince 2009 papež Benedikt XVI. prohlásil svého předchůdce za „Ctihodného“, neboť vedl „hrdinský a ctnostný život“. 14. ledna 2011 bylo oznámeno, že došlo ke splnění všech nezbytných podmínek a 1. května 2011 byl Jan Pavel II. blahoslaven. Jan Pavel II. se tak stal nejrychleji blahoslaveným papežem v církevních dějinách. Papežův blízký přítel, kardinál Stanisław Dziwisz, k tomu již dříve řekl: „Bude to pro nás velká radost, až bude oficiálně blahořečen, ale již teď ho pokládáme za svatého.“ Liturgické slavení památky svatého Jana Pavla II. připadá na 22. října. To je den, kdy byl jako papež uveden do úřadu.

### Kanonizace
Dne 5. července 2013 Vatikán oznámil, že Jan Pavel II. bude svatořečen. Za svatého byl prohlášen svatým otcem Františkem (za účasti emeritního papeže Benedikta XVI.) ve Vatikánu společně s papežem Janem XXIII. 27. dubna 2014, tedy o druhé neděli velikonoční, kterou Jan Pavel II. ustanovil nedělí Božího milosrdenství.

### Další pocty
Často navrhovanou otázkou je udělení čestného titulu „Veliký“ (v latině Magnus), který dosud přísluší pouze třem papežům, Lvu I., Řehoři I. a Mikuláši I. Problém je v tom, že užívání tohoto titulu není dáno kanonickým právem, ale obecnou zvyklostí – patří zkrátka těm papežům, u kterých se ustálilo v užívání. Nejde tedy o otázku oficiálního udělení, ale o vžitost tohoto titulu, který již teď používají některá periodika a toto slovo používal v souvislosti se svým předchůdcem i sám papež Benedikt XVI.
Na jeho počest byla pojmenována celá řada organizací, institucí a míst. Ve světě jde například o Mezinárodní letiště Jana Pavla II. v Krakově, Poloostrov Jana Pavla II. na Livingstonově ostrově či Katolická univerzita Jana Pavla II. Velikého v San Diegu. V České republice jde například o CSZŠ Jana Pavla II. Jmenují se po něm náměstí například v Hradci Králové a Žilině na památku jeho návštěvy. Janu Pavlu II. je zasvěcena kaple v prachatickém hospicu a od 5. dubna 2013 je v kříži v kapli umístěna relikvie s jeho krví. Na podnět arcibiskupa Jana Graubnera má být Janu Pavlu II. zasvěcen i nový kostel v Bukovanech, který původně měl být zasvěcen svatému Martinu.
Sté výročí narození papeže sv. Jana Pavla II. si připomenula TV Noe přímým přenosem ranní bohoslužby z baziliky sv. Petra v Římě v pondělí 18. května 2020, celebrované papežem Františkem u oltáře (SANCTUS JOANNES PAULUS P.P. II.) nad místem posledního odpočinku. Papež František představil Jana Pavla II. jako člověka modlitby, blízkosti a lásky ke spravedlnosti (pochopení milosrdenství božího). Mše byla sloužena v italštině. Liturgické písně byly zpívány italsky, latinsky (Laudate Dominum, upomínající na jeho ustanovení druhé neděle velikonoční, jako "Neděle Božího milosrdenství", kdy se také odebral z pozemského světa), anglicky (připomínající tradiční "Světové dny mládeže", které v roce 1985 Jan Pavel II. inicioval a jejich je patronem) a polsky (závěrečná píseň po "Regina Coeli Laetare"). Tlumočili a duchovní přijímání od papeže Františka divákům i posluchačům zprostředkovali pracovníci TV Noe (Ludmila Němcová, Petr Smolek, Václav Stuchlý za režie Leoše Ryšky, který přenos oznámil již den předem během odpolední bohoslužby z kaple Telepace, jíž celebroval). Vzpomínka na toto významné výročí byla doplněna anketami s diváky TV, významnými osobnostmi a dalšími pořady (Jan Pavel II. a pád komunizmu, Svatý kopeček plný oveček), upomínající na tři návštěvy po roce 1989 i návštěvu v Litoměřicích v dubnu 1974, kdy promluvil na pohřbu kardinála Štěpána Trochty (tehdy navštívil také Olomouc), i zahájením nového seriálu AUM (Atelier Užité Modlitby, Marek Orko Vácha, úvodní část Václav Ventura, řeckokatolický kněz).
Dne 28. října 2024 mu prezident České republiky Petr Pavel udělil in memoriam Řád Tomáše Garrigua Masaryka 1. třídy za zásluhy o rozvoj demokracie, humanity a lidská práva. Stal se tak prvním a jediným státem vyznamenaným svatým v České republice.

## Životní dílo

### Učení

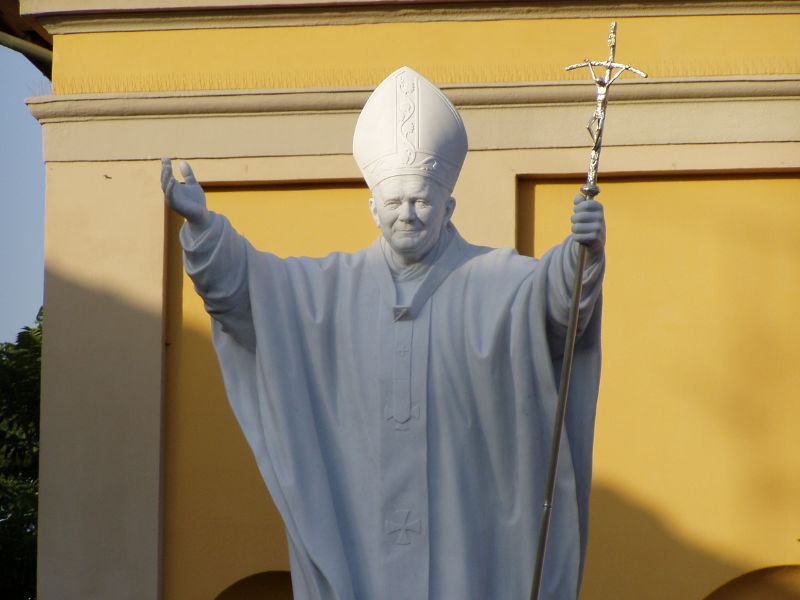
Socha sv. Jana Pavla II. v italském městě Cassano Magnago

Hned po svém zvolení papežem řekl Jan Pavel II. kardinálům, kteří ho zvolili, že jeho hlavní úlohou bude zrealizovat učení Druhého vatikánského koncilu, a jeho nejdůležitějším bodem je podle něj všeobecné povolání ke svatosti. To se také stalo základem pro kanonizaci mnoha svatých vykonávajících různá povolání a podporu organizace Opus Dei, jejíž úlohou je rozšířit toto povolání mezi laickou veřejnost. To ho také vedlo k vydání Katechismu katolické církve připraveného po Druhém vatikánském koncilu. Vydání tohoto katechismu, který je vlastně základní učebnicí katolické nauky, se stalo mezinárodním bestsellerem a bylo velkým úspěchem Jana Pavla II. Záměrem jeho vydání bylo podle apoštolské konstituce Jana Pavla II. Fidei Depositum z 11. října 1992 „vyjádření víry a učení katolické církve, potvrzení a objasnění Bible apoštolskou tradicí a církevní autoritou.“ Úmyslem a cílem Druhého vatikánského koncilu bylo přiměřeně objasnit apoštolské a pastorální poslání Církve, vhodněji vykládat obsah katolického učení, aby se stal přístupnější lidem žijícím v současnosti. Proto, aby Katechismus katolické církve odpovídal těmto požadavkům, přebírá na jedné straně starodávné zažité uspořádání, kterého se přidržel už katechismus papeže Pia V., zároveň však obsah podává novým způsobem, aby odpovídal na otázky nové doby.
Vydání Katechismu spolu s dalšími písemnostmi byl důležitý krok po zmatku v učení církve, který přišel během krize po Druhém vatikánském koncilu. Ten nastal v 70. a 80. letech 20. století, když stovky kněží, řeholníků a věřících opustily katolickou církev. Tento stav se podařilo zvrátit v 90. letech 20. století.
Jan Pavel napsal množství důležitých dokumentů, které podle mnohých pozorovatelů budou mít dlouhotrvající dopad na církev a svět. V roce 1960, ještě jako biskup, Wojtyła publikoval vlivnou knihu Láska a zodpovědnost na obranu tradičního učení církve o sexu a manželství z pohledu filozofa. V roce 1967 pomáhal při formulování encykliky papeže Pavla VI. Humanae Vitae, která se zaobírá stejnými otázkami a zakazuje interrupce a umělou antikoncepci.
Nejdůležitějšími písemnými dokumenty, kterými se papežové obracejí na církev a věřící, jsou encykliky. První encykliky Jana Pavla II. byly zaměřené na trojjediného Boha. Úplně první se stala Encyklika, kterou se na začátku svého pontifikátu obrací na ctihodné bratry v biskupské službě, na kněze a na řeholní rodiny, na syny a dcery Církve a na všechny lidi dobré vůle. Jejím ústředním tématem byl Ježíš Kristus, Vykupitel (Redemptor Hominis – 4. březen 1979). Během celého svého pontifikátu pokračoval v tomto zaměření na Boha.
V encyklice O některých základních otázkách morálního učení Církve (Veritatis Splendor – 6. srpen 1993), nejdůležitější papežské encyklice o morálce, zdůraznil závislost člověka na Bohu a jeho zákonech a závislost svobody na pravdě. Varoval, že člověk odevzdávající se relativismu a skepticismu se uchyluje k hledání iluze svobody na úkor pravdy jako takové.
Jan Pavel II. se ve svých dílech také hodně věnoval dělníkům a sociální nauce církve – této problematice se věnoval ve třech encyklikách, což Vatikán vyzdvihl do popředí publikováním Přehledu o sociální nauce církve.
Ve svých encyklikách Jan Pavel II. též hovořil o důstojnosti žen a důležitosti rodiny pro budoucnost lidstva. Další důležité encykliky Jana Pavla II. jsou Encyklika o hodnotě a nenarušitelnosti lidského života (Evangelium Vitae) a Encyklika o vztazích mezi vírou a rozumem (Fides et Ratio).
V jeho hlavním plánu pro nové milénium, vzpomínaném v apoštolském listě Na prahu nového milénia, Plán pro všechny časy, zdůraznil důležitost „nového začátku od Krista“. Píše v něm: „Ne, nezachrání nás slavné návody, ale Osoba.“ Tedy nejvyšší prioritou pro církev je svatost: „Všichni křesťané… jsou povoláni k plnosti křesťanského života.“ Také zdůraznil zásadní význam evangelia, jehož požadavky by neměly být oslabovány. Dále uvádí: „Cvičení ve svatosti si vyžaduje křesťanský život vyznačující se především uměním modlitby.“ Jeho poslední encyklika je Encyklika o Eucharistii a jejím vztahu k Církvi (Ecclesia de Eucharistia – 17. duben 2003). O svaté Eucharistii řekl, že „obsahuje celé církevní spirituální bohatství: samotného Krista.“ Dále na základě svého hlavního plánu zdůraznil potřebu „znovu zapálit úžas“ z Eucharistie a „rozjímat před tváří Krista“.
Kritici Jana Pavla II. považovali jeho osobu za brzdu pokrokových snah Druhého vatikánského koncilu; byl podle nich vlajkovou lodí pro konzervativce v katolické církvi. Pokračoval v neochvějné opozici vůči antikoncepci, potratům a homosexualitě. Kontroverzním bodem pontifikátu Jana Pavla II. byl podle nich i jeho list všem biskupům z 1. října 1986, kde popsal homosexualitu jako „sklon směřující k intrinzickému morálnímu zlu“ a „objektivní (zdravotní) poruchu“. V jeho knize Paměť a identita tvrdil, že tlak na homosexuální manželství by mohl být částí „nové ideologie zla…, která se snaží pošlapat lidská práva proti rodině a člověku.“

### Cesty
Během svého pontifikátu Jan Pavel II. vykonal víc zahraničních cest (přes 100) než všichni jeho předchůdci dohromady (Prahu navštívil poprvé jako papež v sobotu 21. dubna 1990, kdy sloužil pontifikální mši na zcela zaplněné letenské pláni). V součtu měřily jeho cesty víc než 1 167 000 km. Některé jeho cesty (jako například do Spojených států a Svaté země) vedly na místa, které už předtím navštívil papež Pavel VI., mnoho jiných vedlo na místa, které žádný papež předtím nenavštívil.

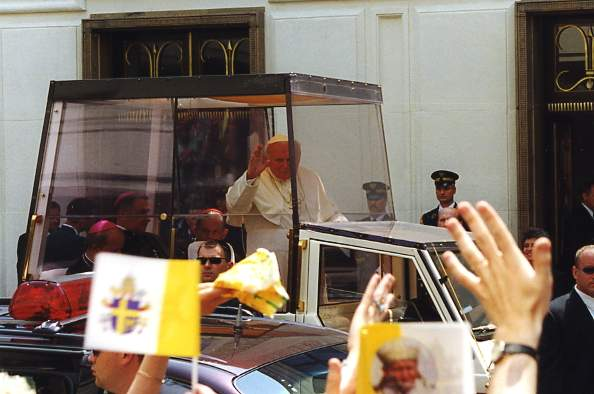
Papežská cesta Jana Pavla II. v Polsku roku 1999

Stal se prvním papežem, který ve své funkci navštívil Spojené království, kde se setkal s královnou Alžbětou II., nejvyšší představitelkou anglikánské církve. Tato cesta byla skoro zrušena kvůli válce o Falklandy, proti které v době návštěvy vystoupil. V dramatickém symbolickém gestu poklekl v modlitbě vedle canterburského arcibiskupa Roberta Runcia v Canterburské katedrále, založené Augustýnem Canterburským.
Během svých cest mnohokrát ukázal svoji oddanost Panně Marii, když navštívil mnohé jí zasvěcené chrámy jako Knock v Irsku, Fatima v Portugalsku, Guadalupe v Mexiku a Lurdy ve Francii. Jeho veřejná vystoupení přitahovala masy lidí, jako například v roce 1979 ve Phoenix Parku v Dublinu, kde se sešel milion osob, což byla čtvrtina celé populace ostrova.
V roce 1984 se Jan Pavel stal prvním papežem, který navštívil Portoriko. Speciálně kvůli němu byly vztyčeny zástavy na Mezinárodním letišti Luise Munoza Marina v San Juanu, kde se setkal s guvernérem Rafaelem Hernandezem Colonem, a na náměstí Las Americas.
V dubnu 1990 poprvé ve funkci papeže navštívil postkomunistické Československo, konkrétně Prahu, Velehrad a Bratislavu (Vajnory).
Během jeho návštěvy Filipín a jejich hlavního města Manily v lednu 1995 na něj měl být spáchán atentát jako součást operace Bojinka, masového teroristického útoku naplánovaného členy Al-Káidy Ramzi Jusefem a Chalídem Šejkem Mohammedem. Sebevražedný atentátník převlečený za kněze se měl podle plánu odpálit v momentě, když bude okolo projíždět auto s papežem, tak, aby ho výbuch usmrtil.

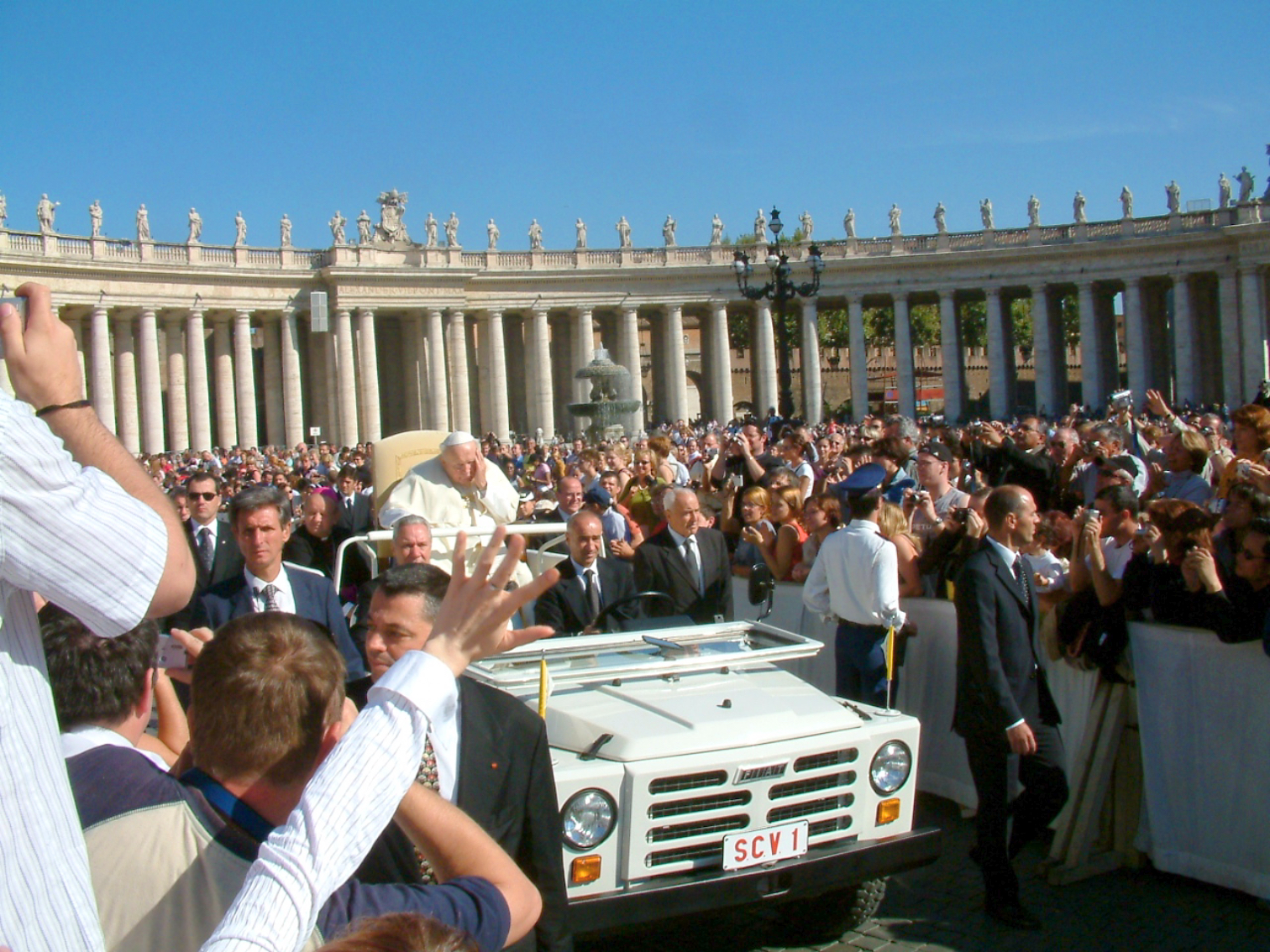
Papež Jan Pavel II. ve svém papamobilu na náměstí svatého Petra ve Vatikánu

Den před plánovaným útokem se vyšetřovatelé vedení Aidou Fariscalem dostali do Jusefova notebooku, kde našli plány na tento teroristický útok. Jusef byl o měsíc později zatčen v Pákistánu, ale Chalid Šejk Muhammad byl zadržen až roku 2003. Během této filipínské cesty papež 15. ledna 1995 vystoupil před shromážděním asi 4–5 milionů lidí v Luneta Park v Manile.
V roce 1995 navštívil i Olomouc, kde při bohoslužbě za účasti asi tří set tisíc věřících na letišti v Neředíně svatořečil blahoslavenou Zdislavu z Lemberka a blahoslaveného Jana Sarkandera, který byl v Olomouci umučen. Poté, v neděli 21. května 1995 navštívil poutní místo Svatý Kopeček v Olomouci na setkání s mládeží Olomoucké a Pražské arcidiecéze (v poutním chrámu poblíž monumentálního barokního jižního oltáře s ostatky sv. Viktora, na pilíři je od neděle 17. května 2015 umístěn relikviář s ostatky – krví – sv. Jana Pavla II., na památku 20. výročí jeho návštěvy této baziliky, věnovaný osobně Krakovským arcibiskupem Stanislawem kardinálem Dziwiszem, který Svatého Otce na tehdejší cestě také doprovázel). Toto poutní místo navštívil již v dubnu 1974, po účasti na pohřbu Štěpána kardinála Trochty, ještě jako Krakovský arcibiskup. Jeho poslední návštěva v České republice byla 26.dubna 1997 v Hradci Králové a o den později v Praze. Jedním z důvodů návštěvy bylo tisícileté jubileum smrti svatého Vojtěcha mučednickou smrtí.
V roce 1999 Jan Pavel II. navštívil Rumunsko a setkal se s místními představiteli ortodoxní církve. Stal se tak prvním papežem, který navštívil stát s obyvatelstvem převážně se hlásícím k ortodoxní církvi od časů Velkého schizmatu v 11. století (1054).
V roce 1999 Jan Pavel II. uskutečnil i jednu ze svých početných návštěv ve Spojených státech a tentokrát celebroval mši v St. Louis. Této mše se zúčastnilo více než 104 000 lidí, což bylo největší shromáždění uvnitř budovy v historii Spojených států.
V roce 2000 se stal prvním katolickým papežem, který navštívil Egypt, kde se setkal s koptským papežem.
V květnu 2001 uskutečnil cestu po stopách svatého Pavla po Středozemí. Cestoval z Řecka do Sýrie a na ostrov Malta. Během této cesty byl prvním římskokatolickým papežem po tisíci letech, který navštívil Řecko, a vůbec prvním, který vstoupil do islámské mešity v Damašku. Navštívil mešitu Umajjovců, o které se předpokládá, že je v ní pochovaný i Jan Křtitel.

### Vztah k jiným náboženstvím
Papež Jan Pavel II. velmi intenzivně cestoval a přicházel do styku s různými jinými náboženstvími. Stále se s nimi snažil najít společný základ ať už v doktrínách anebo dogmatech. Zapsal se do historie svými kontakty s Izraelem, modlitbou u Zdi nářků v Jeruzalémě. Byl prvním římskokatolickým papežem, který navštívil islámskou mešitu. Dalajlama, duchovní vůdce Tibeťanů, navštívil papeže 8krát, víc než kterýkoliv jiný hodnostář. Papež a dalajlama často sdíleli podobné názory, protože oba vzešli z lidí trpících pod komunistickou nadvládou. Papež i dalajlama patří k osobám mezinárodního významu, které nesou titul „Jeho svatost.“

#### Vztah k Židům
Vztah katolické církve k Židům se během pontifikátu Jana Pavla II. zlepšil. Velmi často hovořil o vztahu církví k Židům. V roce 1979 se stal prvním papežem, který navštívil koncentrační tábor Osvětim v Polsku. Krátce nato jako první novodobý papež navštívil synagogu, a to synagogu v Římě.
V březnu 2000 papež Jan Pavel II. navštívil památník holokaustu Jad vašem v Izraeli a dotkl se toho pro Židy nejposvátnějšího, Zdi nářků v Jeruzalémě. V říjnu 2003 Anti-Defamation League (ADL) pogratulovala papeži k vstupu do 25. roku jeho papežství.
Dne 18. ledna 2005 se na svém posledním veřejném setkání sešel se skupinou 141 židovských představitelů z celého světa v Clementine Hall Apoštolského paláce, kteří mu poděkovali za všechno, co udělal pro židovskou komunitu a pro Izrael. Gary Krupp, sedmý žid, kterého Jan Pavel II. pasoval na rytíře Řádu svatého Řehoře Velikého, osobně poděkoval papežovi za podporu Židů.
2. května 2005 ADL prohlásila, že Jan Pavel II. započal revoluci v katolicko-židovských vztazích: „Za posledních 27 let se uskutečnilo více změn než za 2000 let předtím.“ I když množství témat, které rozdělují Židy a Vatikán, se za posledních čtyřicet roků výrazně snížilo, stále existují témata pro vzájemnou diskusi, a to jak v doktrinálních otázkách, tak i ve věci postoje katolické církve během druhé světové války. V témže měsíci byla na jeho počest vydána v Izraeli poštovní známka o nominální hodnotě 3,8 šekelů.

#### Vztah s pravoslavnou církví
V květnu 1999 Jan Pavel II. navštívil Rumunsko na pozvání Jeho Blaženosti Teoctista, patriarchy rumunské pravoslavné církve. Bylo to poprvé od Velkého schizmatu (události, která v roce 1054 rozdělila církev na východní pravoslavnou a západní římskokatolickou), kdy papež navštívil stát s převažující částí obyvatelstva hlásícího se k východní pravoslavné církvi. Papeže při příchodu přivítal patriarcha spolu s prezidentem Emilem Constantinescem. Patriarcha poznamenal, že „druhé milénium křesťanské historie začalo bolestivou ranou jednotě církvi a na konci tohoto milénia je vidět reálnou snahu tuto jednotu obnovit.“
9. května papež i patriarcha navštívili společně bohoslužby celebrované tím druhým (pravoslavnou liturgii a katolickou mši). Dav stovek tisíců lidí navštívil tyto bohoslužby, které se konaly na otevřeném prostranství. Papež řekl shromážděným: „Jsem tu mezi vámi s touhou po skutečné jednotě. Není tomu dávno, co bylo nemyslitelné, aby římský biskup mohl navštívit své rumunské bratry a sestry ve víře. Dnes po dlouhé zimě utrpení a útlaku si konečně můžeme vyměnit polibky míru a společně se modlit k Pánu.“ Velká skupina rumunských pravoslavných věřících ukázala podporu myšlence znovusjednocení.
O dva roky později, v roce 2001, se Jan Pavel II. stal prvním papežem po 1291 letech, který navštívil Řecko. Návštěva vyvolala kontroverze a papež se setkal s protesty a ignorováním ze strany čelných představitelů pravoslavné církve. Žádný z nich ho nepřišel přivítat.
V Aténách se papež setkal s arcibiskupem Christodulem, hlavou řecké pravoslavné církve. Po soukromém třicetiminutovém setkání oba dva veřejně promluvili. Christodoulos předčítal list „13 prohřešků“ římskokatolické církve proti pravoslavné církvi od Velkého schizmatu, včetně drancování Konstantinopole křižáky v roce 1204. Také řekl: „Až dosud jsme neslyšeli ani jedno slovo omluvy“ za „nepříčetné křižáky ve 13. století“.
Papež odpověděl: „Za případy minulé a současné, když synové a dcery katolické církve páchali hříchy na svých bratrech a sestrách z pravoslavných církví, doufáme v Boží odpuštění,“ za což mu Christodoulos okamžitě zatleskal. Jan Pavel též řekl, že vyplenění Konstantinopole je pro katolíky zdrojem „hluboké lítosti“.
Později se Jan Pavel II. a Christodoulos setkali na místě, kde svatý Pavel udělil požehnání aténským křesťanům. Vydali společnou deklaraci, která říká: „Musíme udělat vše, co je v našich silách, aby společné křesťanské kořeny a duše zůstaly v Evropě zachovány… Odsuzujeme všechny projevy násilí a fanatismu, které se konají ve jménu náboženství.“ Oba dva představitelé se potom společně pomodlili k Pánu, prolomivše tak pravoslavné tabu modlení se spolu s katolíky. Papež se během návštěvy vyhnul zmínce o Kypru, který je stále zdrojem napětí mezi těmito dvěma vírami.
Jan Pavel II. navštívil i další stát s početným zastoupením pravoslavných věřících, a to Ukrajinu. Navzdory chladnému přivítání řekl, že ukončení schizmatu je jedním z jeho nejvroucnějších přání.
Co se týká vztahů se srbskou pravoslavnou církví, papež Jan Pavel II. se nemohl vyhnout kontroverzní náklonnosti chorvatského katolického kléru k ustašovskému režimu v Chorvatsku během druhé světové války. V roce 1998 blahořečil Aloysiuse Stepinaca, chorvatského záhřebského arcibiskupa ve válečných časech, který byl vnímán negativně těmi, kdo věřili v jeho aktivní spolupráci s ustašovým fašistickým režimem. 22. června 2003 navštívil město Banja Luka v Bosně a Hercegovině, ve kterém před válkou v letech 1992–1995 bývali mnozí katolíky, ale od té doby je většinově pravoslavné. Sloužil mši v klášteře Petričevac, na místě, které bylo během druhé světové války kontroverzní a krizové.
Katolíci v Bělorusku (nejméně 10–15 % obyvatelstva) doufali, že papež navštíví i jejich zemi a on to měl také v úmyslu. Odpor pravoslavné církve a běloruského prezidenta Alexandra Lukašenka mu to však neumožnil.
Během svého pontifikátu často říkal, že jeho velkým snem je navštívit Rusko. Vykonal mnoho pokusů vyřešit problémy, které se během století nahromadily mezi římskokatolickou církví a Ruskou pravoslavnou církví, například v srpnu 2004 vrátil ruské církvi kazaňskou ikonu Matky boží. Ale pravoslavná církev nesdílela jeho nadšení. Ultrakonzervativní duchovní Vsevolod Čaplin prohlásil, že „Otázka návštěvy papeže v Rusku není spojená s problémy mezi církvemi, které je nereálné vyřešit, ale s vrácením mnohých svatých předmětů, které byly z Ruska ukradeny.“ Navzdory tomu, že Jan Pavel II. procestoval víc než 100 zemí, navštívit Rusko mu nebylo souzeno. Někteří pozorovatelé to považují za jeden z jeho největších neúspěchů. Přestože byl Jan Pavel II. pozván do Ruska sovětským reformním vůdcem Michailem Gorbačovem i prvním ruským prezidentem Borisem Jelcinem a přání setkat se s papežem v Rusku vyjádřil i prezident Putin, tak papežově návštěvě Ruska zabránil odpor moskevského patriarchátu, který se podle kritiků bál šíření katolické víry mezi ruskou populaci na úkor pravoslaví.
Říká se, že prezident Vladimir Putin se nezúčastnil papežova pohřbu, protože mu patriarcha Alexij II., hlava Ruské pravoslavné církve, řekl, aby nešel.[zdroj?]

### Omluvy
- 21. dubna 1990 se omluvil v Praze na Letné za neadekvátní hodnocení osobnosti mistra Jana Husa jako kacíře
- 31. října 1992 se omluvil za pronásledování italského filozofa a vědce Galilea Galileiho v soudním procesu vedeném římskokatolickou církví v roce 1633.
- 9. srpna 1993 se omluvil za účast katolické církve na obchodu s otroky.
- 21. května 1995 v Olomouci prosil o odpuštění za úlohu, kterou církev sehrála v náboženské válce proti reformaci.
- 10. června 1995 poslal list „všem ženám“ s omluvou za to, že církev byla proti právům žen a za historické znevažovaní žen.
- 16. března 1998 se omluvil za nečinnost a mlčení římskokatolické církve během holokaustu.
- 18. prosince 1999 se omluvil za popravu Jana Husa v roce 1415.
- Během veřejné omluvy 12. března 2000 poprosil o odpuštění za hříchy katolíků v minulosti, za násilí „na právech národnostních skupin a jednotlivců a za opovrhovaní jejich kulturou a náboženskými tradicemi.“
- 4. května 2001 se omluvil konstantinopolskému patriarchovi za čtvrtou křižáckou výpravu v roce 1204.
- 22. listopadu 2001 se přes internet omluvil za hrubé zacházení misionářů s domorodým obyvatelstvem v jižním Pacifiku.
- V březnu 2002 se vyjádřil k sexuálním skandálům katolických duchovních a uvedl, že „je hluboce raněn chováním svých kněží zapletených do „nejhanebnější formy zla“.“

### Sociální a politické postoje

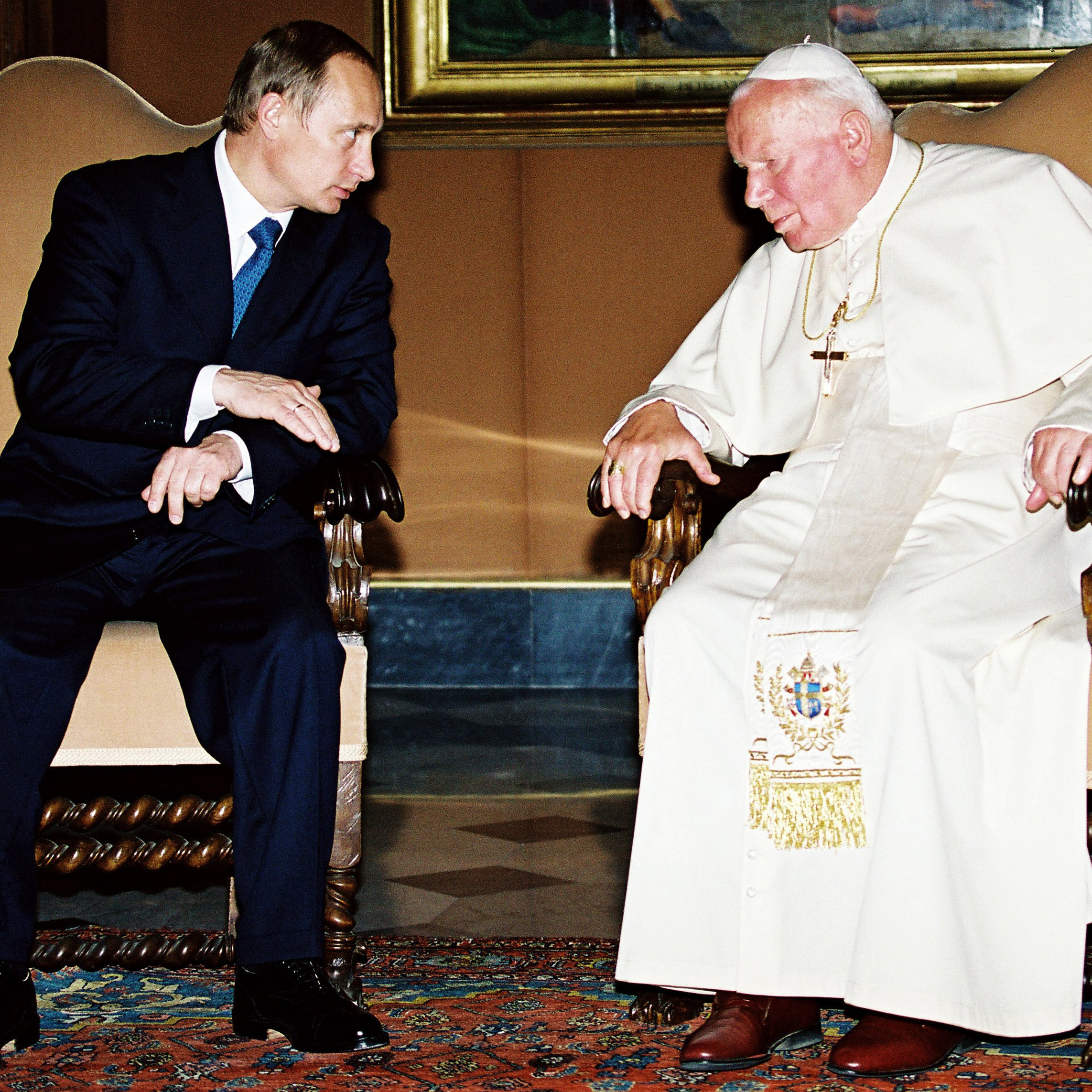
Setkání s ruským prezidentem Vladimirem Putinem ve Vatikánu

Jan Pavel II. byl, co se týká doktrín a věcí souvisejících s porodností a postavením žen, považovaný za konzervativního. Listy týkající se lidské sexuality, nazývané Teologie těla, jsou rozšířením meditací o přirozené mužnosti a ženskosti, která vede k lásce a k sexu. Tato učení reprezentují zásadní vývoj v katolickém učení o sexu.
Ohledně interrupcí papež napsal: „Stále existuje legální zabití lidské bytosti, která má vědomí, ale ještě není narozená. A v dnešních časech hovoříme o zabití, které je umožněné demokraticky zvoleným parlamentem, který je považovaný za pokrokový výdobytek společnosti a celého lidstva.“
Byl kritický k liberální teologii, která spíše kopíruje liberální politiku na úkor duchovní liberalizace. V roce 1995 v encyklice Evangelium Vitae (Evangelium života) znovu prosadil za hlavní hodnotu církve lidský život. Rozšířil ji též o odsouzení interrupce, eutanazie a o všechna použití trestu smrti, což označil jako součásti „kultury smrti“, která pronikla do moderního světa. Jeho postoje k válce, trestu smrti, k odpuštění dluhů pro rozvojové země a k chudobě jsou označované jako liberální, což ukazuje, že je někdy těžké označit náboženské vůdce jako „konzervativní“ či „liberální“.
Papež, který nastoupil do úřadu v čase, kdy Sovětský svaz kontroloval jeho rodnou krajinu Polsko, i zbytek Východní Evropy, byl tvrdý kritik komunismu a vyzýval ke spolupráci v boji za změnu, například polskému hnutí Solidarita. Sovětský vůdce Michail Gorbačov jednou řekl, že pád železné opony by byl bez Jana Pavla II. nemožný. Tento pohled sdíleli mnozí lidé v postkomunistických státech, americký prezident Ronald Reagan, i hrdinové zodpovědní za ukončení komunistického útlaku. V pozdějších letech papež kritizoval i některé extrémní verze korporátního kapitalismu.
V roce 2000 veřejně podpořil kampaň za odpuštění afrického dluhu vedenou irskými rockovými hvězdami Bobem Geldofem a Bonem. V tom čase bylo zveřejněné, že nahrávaní písniček skupiny U2 bylo neustále přerušované papežovými telefonáty.

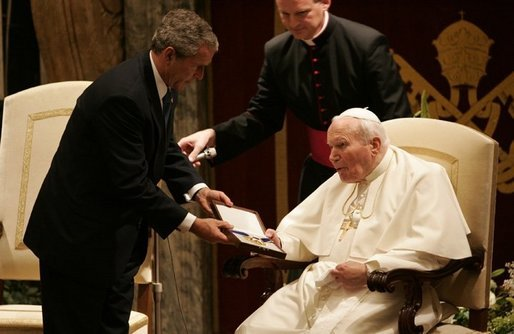
Bývalý americký prezident George W. Bush a papež Jan Pavel II. v roce 2004

V roce 2003 se Jan Pavel II. stal prominentním kritikem americké invaze do Iráku. Poslal svého „ministra míru“, kardinála Pia Laghiho na rozhovory s prezidentem Spojených států Georgem Bushem, aby vyjádřil svůj odpor vůči této válce. Jan Pavel II. řekl, že konflikt musí vést OSN. Chtěl vyřešit mezinárodní konflikt diplomatickou cestou. Tvrdil, že jednostranná agrese je zločin vůči míru a porušení mezinárodního práva.
Při vyjednáváních s Evropskou unií o nové ústavě v roce 2003 a 2004, se vatikánským představitelům nepodařilo prosadit zmínku o „křesťanském dědictví“, což byl jeden z cílů, které si přál i papež.
Papež byl též jedním z hlavních kritiků homosexuálních manželství. Ve své poslední knize Paměť a identita Jan Pavel II. popisuje nátlak na Evropský parlament, aby povolil homosexuální manželství. Agentura Reuters citovala papeže: „Je legitimní a nevyhnutné zeptat se sebe samého, jestli to není část nové ďábelské ideologie, možná více vnitřní a skryté, která zkouší postavit proti sobě lidská práva proti rodině a proti člověku.“
Papež též kritizoval transsexualitu a změnu pohlaví lidí. Dikasterium pro nauku víry, které předsedal, je označila za lidi s „mentálními patologiemi“.

### Kritika
Navzdory velké popularitě si vysloužil Jan Pavel II. i mnoho kritiky. Například, že nedostatečně kritizoval nekomunistické diktátorské režimy, zejména ty v Latinské Americe. Jan Pavel II. se příležitostně setkal s diktátory, jako například s Augustem Pinochetem z Chile. Odpůrci Pinocheta mu vyčetli, že nevyužil setkání s Pinochetem k odsouzení jeho diktatury, podle jiných Jan Pavel II. při setkání žádal od Pinocheta obnovu demokracie. Při setkání byl Jan Pavel II. vmanévrován Pinochetovým okolím do společné fotografie.
Další kritika se týká toho, že úzce spolupracoval s kardinálem Piem Laghim, který měl přátelské vztahy s některými představiteli argentinské vojenské junty a podle kritiků podporoval „špinavou válku“ v Argentině, která si vyžádala na 30 000 mrtvých a zmizelých, nebo minimálně o těchto zločinech věděl a odmítal je kritizovat.

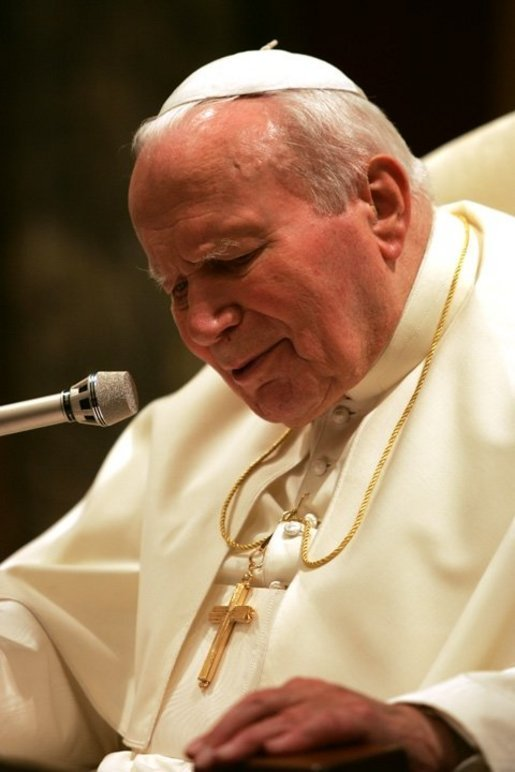
Jan Pavel II. při projevu po udělení Prezidentské medaile svobody

V roce 2004 byl kritizován za podporu společnosti Opus Dei a svatořečení jeho zakladatele Josemaríi Escrivy. Někteří kritici praví, že Opus Dei je v podstatě kult operující uvnitř církve.[zdroj?] Jan Pavel II. viděl tuto organizaci jako součást širšího návratu církve k základním křesťanským principům. [zdroj?]
Kromě Escrivy i několik dalších svatořečení a blahořečení vyvolalo kritické ohlasy [zdroj?], protože dotyční údajně podporovali fašistické politické strany.[zdroj?] Papežovi zastánci oponovali, že tato tvrzení jsou nepravdivá.
Jan Pavel II. podporoval tradiční katolické učení ohledně početí a věřil, že neoddělitelnou součástí sexu je rozměr plodnosti. Proto argumentoval, že používání umělých antikoncepčních prostředků, které plodnost ze sexu vylučují a redukují ho jen na tělesný požitek, je nemorálním činem. Mnoho lidí s tímto postojem nesouhlasilo, ale dokonce i někteří z těch, kteří souhlasili, tvrdili, že je nepraktické zavrhovaní používání kondomů v době, kdy se šíří sexuálně přenosné choroby, např. AIDS. Oddělené, ale příbuzné tvrzení je, že administrativa Jana Pavla II. rozšiřovala nepodložené tvrzení, že kondomy nebrání šíření HIV. Mnozí kritici ho obviňovali z rozšiřovaní epidemie AIDS v Africe i jinde. Na druhé straně jeho podporovatelé zase tvrdí, že papežovo zdůrazňování abstinence a věrnosti bylo ve skutečnosti v boji proti AIDS velmi účinné, jak se ukázalo například v Ugandě, kde pro to vedl kampaň.
Jan Pavel II. byl někdy kritizován pro způsob, jakým vedl církev. [zdroj?] Bylo mu vyčítáno, že nereagoval dostatečně rychle při skandálu sexuálního zneužívaní v katolické církvi. [zdroj?] Též byl kritizován za centralizaci moci zpět do Vatikánu po předchozí decentralizaci papeže Jana XXIII. [zdroj?] Jako takový byl označován některými za striktního autokrata, který neakceptoval opozici v církvi. Jako hlavní příklad této kritiky se označuje exkomunikace otce Tissa Balasuriya.
Vedle veškeré kritiky vedené z pozice požadavku přiblížit církev současnému světu, katoličtí tradicionalisté se vehementně dožadovali návratu k Tridentské liturgii a popření reforem zavedených Druhým vatikánským koncilem. Někteří přešli na pozice sedisvakantismu, zatímco další setrvali pod vedením Jana Pavla II., avšak ostře ho kritizovali, že není dost konzervativní. Konzervativci mu také často vyčítají, že se modlil s představiteli nekřesťanských náboženství, navštívil mešitu, políbil Korán apod., čímž vlastně projevil úctu cizím božstvům, která nejsou totožná s Bohem křesťanů[zdroj?], čímž se vlastně provinil proti 1. přikázání desatera. V této souvislosti se mu také vyčítá účast na mezináboženských setkáních v Assisi. Někteří to dokonce považují za apostázi (odpad) od víry.
Janu Pavlu II. byl rovněž vyčítán jeho apatický postoj k aférám pohlavního zneužívání dětí katolickými kněžími (především v anglosaských zemích). Ve skutečnosti ale Jan Pavel II. měl jen malou možnost do těchto záležitostí zasahovat vzhledem k tomu, že byly ututlány již v samotných diecézích, v nichž k těmto událostem docházelo, a papež sám o nich nebyl nikým informován. Z konkrétních případů je mu nejvíce vyčítán případ Marciala Maciela, kterého Svatý stolec dlouho podporoval navzdory všem závažným obviněním a podezřením (byť tedy nakonec odsouhlasil jeho vyšetřování).

### Umělecká činnost
Karol Wojtyła začal psát básně a dramatické pokusy ještě jako student. Své básně publikoval od konce čtyřicátých let v časopisech Tygodnik Powszechny a Znak pod pseudonymy Andrzej Jawień, Piotr Jasień a po roce 1961 Stanisław Andrzej Gruda. Byl mezi nimi básnické cykly Pieśń o Bogu ukrytym (1946, Píseň o skrytém Bohu), Pieśń o błasku wody (1950, Píseň o svitu vody), Kamieniołom (1957, Kamenolom), Profile Cyrenejczyka (1958, Profily Kyrénského) nebo poema Matka (1950). Jeho poezie má filozofický, meditativní a náboženský charakter, je psána převážně volným veršem.
Pro divadlo napsal již v roce 1940 dvě hry s biblickou tematikou: Job a Jeremiáš. ‎Hra Brat naszego Boga‎‎ (‎‎Bratr našeho Boha,1944–1950) byla inspirována postavou malíře Adama Chmielowského, známého jako bratr Albert, který žil na přelomu 19. a 20. století. Představuje morální dilema umělce, který opouští malbu, aby sloužil chudým. V roce 1989 byl Adam Chmielowski svatořečen Janem Pavlem II.. Poslední dvě hry z počátku 60. let Przed sklepem jubilera (Před zlatnickým krámem, 1960) a Promieniowanie ojcostwa (Vyzařování otcovství, 1964) se zabývají fenoménem lásky a mají silně meditativní charakter.
Knižně byly jeho literární práce vydány až roku 1980 nakladatelstvím v Krakově pod názvem Poezje i dramaty. Kniha zahrnovala Wojtylovy rané básně, divadelní hry a články o divadle. V roce 2003 pak vyšla sbírka básnických meditací Tryptyk rzymski (Římský triptych), která byla již podepsána jménem Jan Pavel II.
V Česku vyšla poema Kamenolom pod pseudonymem Andrzej Jawień roku 1980 v edici Réva Poezie mimo Domov. Ve větší míře pak byla Wojtylova tvorba vydávána od roku 1990. Nejdříve to byly výbory Před zlatnickým krámem (1990), Píseň o třpytu vody (1990) a Prameny a ruce (1995), také mystérium Vyzařování otcovství (1990) a posléze Římský triptych (2003).

## Literární práce

#### Apoštolské konstituce
(jsou uvedeny apoštolské konstituce všeobecného významu, nikoli konstituce zřizující diecéze)
- Ecclesia in Urbe o nové organizaci římského vikariátu – 1. ledna 1998
- Universi Dominici Gregis o vakanci Apoštolského stolce a volbě římského velekněze – 22. února 1996
- Fidei Depositum pro publikaci Katechismu katolické církve – 11. října 1992
- Codex Canonum Ecclesiarum Orientalium promulgující kodex východního církevního práva – 18. října 1990
- Ex Corde Ecclesiae o katolických univerzitách – 15. srpna 1990
- Pastor Bonus o římské kurii – 28. června 1988
- Spirituali militum curae o duchovní vojenské péči – 21. dubna 1986
- Divinus perfectionis Magister o nové legislativě při beatifikaci a kanonizaci – 25. ledna 1983
- Sacrae Disciplinae Leges promulgující nový Kodex kanonického práva – 25. ledna 1983
- Magnum Matrimonii Sacramentum o definitivní podobě Papežského institutu pro studium o rodině a manželství – 7. října 1982
- Scripturarum Thesaurus promulgující novou Vulgátu – 25. dubna 1979
- Sapientia Christiana o církevních univerzitách a fakultách – 15. dubna 1979

#### Encykliky
- Redemptor hominis – 4. března 1979
- Dives in misericordia – 30. listopadu 1980
- Laborem exercens – 14. září 1981
- Slavorum apostoli – Věnováno sv. Cyrilu a Metodějovi, 2. června 1985
- Dominum et vivificantem – 18. května 1986
- Redemptoris mater – 25. března 1987
- Sollicitudo rei socialis – 30. prosince 1987
- Redemptoris missio – 7. prosince 1990
- Centesimus annus – K 100. výročí encykliky papeže Lva XIII. Rerum novarum, 1. května 1991
- Veritatis splendor – 6. srpna 1993
- Evangelium vitae – 25. března 1995
- Ut unum sint – 25. května 1995
- Fides et ratio – 14. září 1998
- Ecclesia de Eucharistia – O eucharistii a jejím vztahu k církvi, 17. dubna 2003

#### Knihy
- Dar a tajemství: k padesátému výročí mého kněžství (1996, 1997)
- Nebojte se!: dialog s Janem Pavlem II.
- Nebojme se pravdy: nedostatky lidí a provinění církve
- Paměť a identita: rozhovory na přelomu dvou tisíciletí
- Překročit práh naděje (kniha odpovědí na otázky, které kladl Vittorio Messori)
- Římský Triptych - Meditace Teologie těla – soubor katechezí
- Vstaňte, pojďme!
- Prameny a ruce – sbírka básní
- Bůh mi tě dal: meditace na téma nezištný dar (2021)